# Domenico Ghirlandaio
Domenico di Tommaso Curradi di Doffo Bigordi, appelé couramment Domenico Bigordi dit Domenico Ghirlandaio, né le 2 juin 1448 à Florence et mort de la peste le 11 janvier 1494 à Florence, est un peintre de l'école florentine.
Il travaille principalement dans sa ville natale, où il est l'un des protagonistes de la Renaissance à l'époque de Laurent le Magnifique. Vers 1480 notamment, il devient de facto le portraitiste officiel de la haute société florentine grâce à son style précis, agréable et rapide. À la tête d'un important atelier, dans lequel Michel-Ange, âgé de 13 ans, fait ses premiers pas dans le domaine de l'art, il marque son époque par ses grands cycles de fresques, notamment à la chapelle Sassetti et la chapelle Tornabuoni à Florence, et par certaines scènes de la chapelle Sixtine à Rome. Domenico fait partie de la dite « troisième génération » de la Renaissance florentine, avec des maîtres tels que Andrea del Verrocchio, les frères de Pollaiolo (Antonio et Piero) et Sandro Botticelli.

## Biographie

### Sources
La principale source biographique sur Ghirlandaio est la biographie que Giorgio Vasari a écrit sur lui dans les Vies. Bien que rédigée soixante-dix ans après la mort du peintre, elle est considérée comme exacte et complète, même si l'artiste y fait l'objet de jugements un peu trop élogieux. À cela s'ajoute un livre de souvenirs de famille écrit par son neveu Alessandro, trouvé dans les archives apostoliques du Vatican et publié en 2017, dans lequel, par exemple, figure la date exacte de naissance de l'artiste
.

### Jeunesse
Son père, Tommaso di Currado Bigordi, est propriétaire de domaines à Broncigliano, près de San Martino alla Palma, paroisse qui est maintenant intégrée à la municipalité de Scandicci. La famille Ghirlandaio y est propriétaire pendant trois générations, d'environ 1480 à environ 1560, d'une grande ferme à Colle Ramole près de la chartreuse de Galluzzo, qui a fait l'objet d'une restauration minutieuse, achevée en 2017, pour la transformer en une entreprise de luxe du nom de Dimora Ghirlandaio, située à Impruneta. Il est possible d'y admirer une chapelle consacrée où est peinte une fresque de Ridolfo, un des fils de Domenico. 
Domenico Ghirlandaio naît le 2 juin 1448 à Florence. Il est le premier de cinq enfants de l'orfèvre Tommaso di Currado Bigordi, un bijoutier ayant une boutique via dell'Ariento (c'est-à-dire via « dell'Argento », du nom des nombreux orfèvres), qui a le surnom chanceux de « Ghirlandajo », et de sa femme prénommée Antonia. Selon le témoignage de Vasari, qui le présente comme « un orfèvre plus que correct », il a réussi à ciseler des guirlandes d'argent à porter sur la tête comme ornement des coiffures destinées aux jeunes demoiselles d'honneur florentines. Cependant, dans certains documents cadastraux, la profession indiquée est celle de commerçant ou de courtier. En réalité, toujours d'après le livre des souvenirs de famille, sa boutique était spécialisée dans les couronnes en matériaux éphémères, tels que médailles et plumes, de faible coût , mais au succès considérable après que les lois somptuaires du XIVe siècle eurent interdit celles en métaux précieux.

### Formation
Domenico est d'abord apprenti orfèvre dans l'atelier de son père. Vasari raconte comment il se consacre à contrecœur à cette profession, préférant passer du temps à peindre les passants. Finalement, le père doit renoncer à son projet de faire succéder à la tête de l'entreprise familiale son fils aîné et lui permet de se consacrer à l'apprentissage des techniques artistiques, en particulier de la peinture et  de la mosaïque, le plaçant dans l'atelier d' Alesso Baldovinetti, information confirmée également au XVIe siècle dans les mémoires de Francesco Baldovinetti, un descendant du peintre. Baldovinetti est un artiste reconsidéré au cours des cinquante dernières années par les études historico-artistiques, comme un interprète raffiné de l'héritage florentin et des influences flamandes (Rogier van der Weyden et surtout, à cette époque, Hans Memling et Hugo van der Goes), capable de mettre en valeur le paysage qui devient alors un protagoniste de la représentation et non plus un simple arrière-plan.
Les historiens de l'art ont pensé que Domenico s'était rapproché de l'atelier de Verrocchio, l'un des plus actifs de la ville, où se forma une nouvelle génération d'artistes, comme Sandro Botticelli, Perugino, Lorenzo di Credi et, quelques années plus tard, Léonard de Vinci. Cependant, les documents d'archives ont plutôt rapporté que l'artiste s'est formé dans l'atelier de l'orfèvre Bartolomeo di Stefano. De plus, les exemples de Benozzo Gozzoli, au goût narratif vif, et de Filippo Lippi, qui a une prédilection pour le dessin et la couleur douce, ont dû avoir une certaine influence sur son style au cours de sa formation.

### Premières œuvres

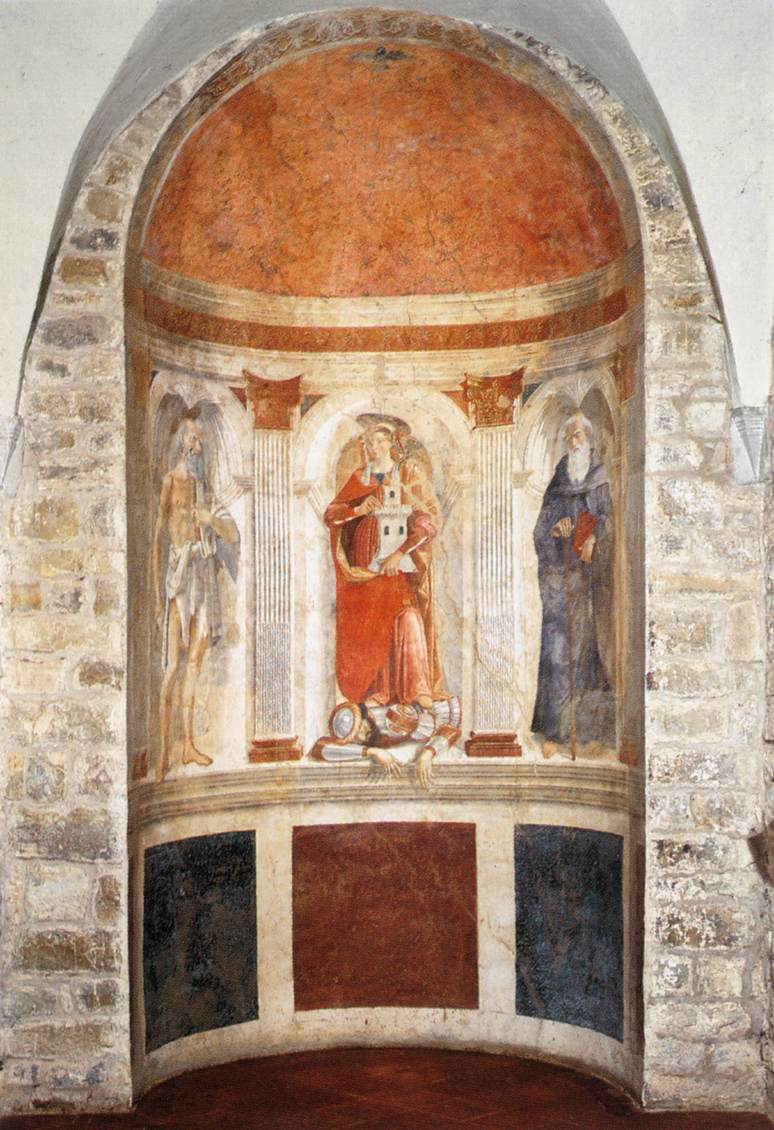
Domenico Ghirlandaio, fresque de Cercina : Saint Jérôme, sainte Barbe et saint Antoine abbé.

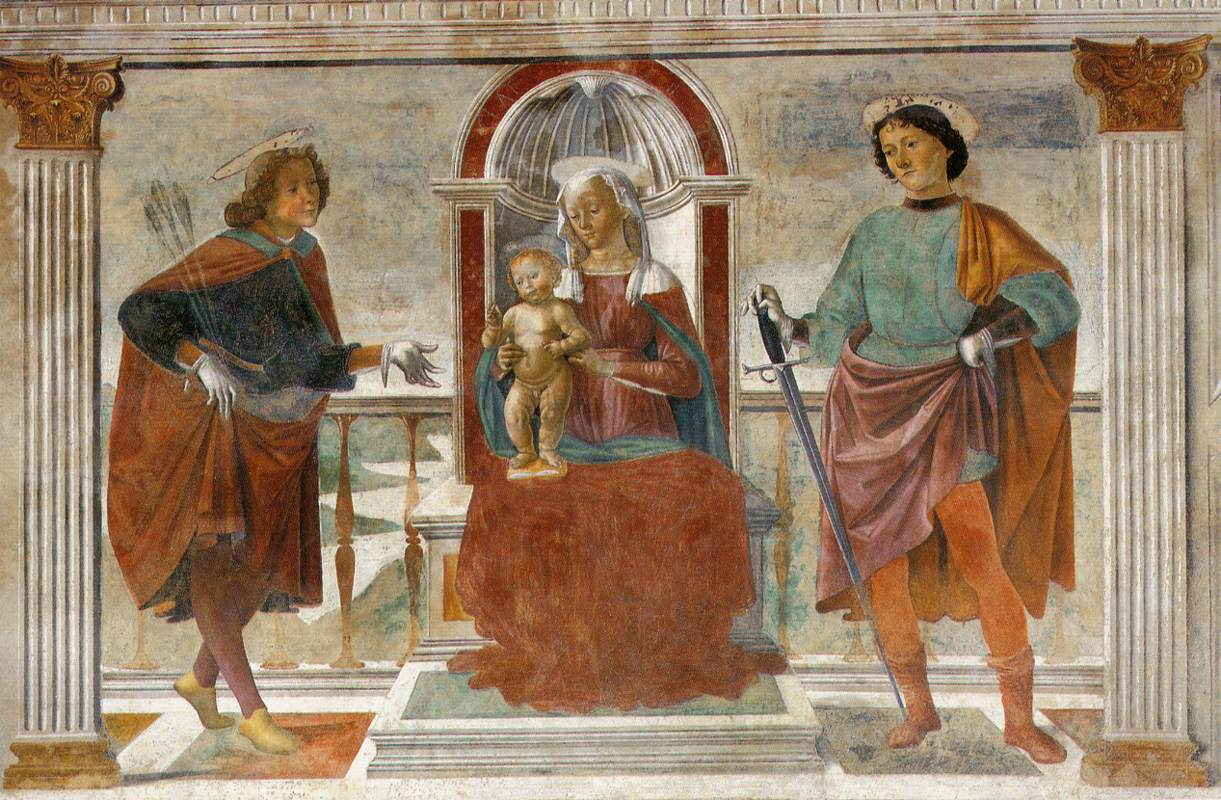
Vierge en majesté entre saint Sébastien et saint Julien, église Sant'Andrea à San Donnino.

En 1472, Ghirlandaio s'inscrit à la Compagnie des Peintres de San Luca, ce qui marque la fin de son apprentissage.
Ses premières œuvres indépendantes se trouvent dans des églises de campagne de l'arrière-pays florentin. La première œuvre connue est une fresque dans l'église paroissiale Sant'Andrea a Cercina sur la commune de Siesto Fiorentino , Saint Jérôme, sainte Barbe et saint Antoine abbé, datable vers 1471-1472. Il s'agit du décor de la bande médiane d'une niche semi-circulaire, dans laquelle le peintre a peint une fausse architecture avec des niches en marbre séparées par des piliers reposant sur un cadre mouluré au-dessus de quelques panneaux en faux marbre. Dans les niches se trouvent les saints Jérôme, Barbe et Antoine abbé, caractérisés par une ligne de contour fine et fluide et une couleur vive et harmonieuse, dérivée de l'exemple de Domenico Veneziano. Le Saint Jérôme surtout, laisse apparaître les réminiscences de Andrea del Castagno l'attention anatomique et de la force plastique d'Andrea del Castagno, bien que l'ensemble soit doux et avec un mouvement à peine évoqué, dépourvu de drame. La recherche illusionniste de certains détails qui « sortent » des niches est également intéressante, comme les pieds saillants ou les mains particulièrement réalistes de l'homme sur les marches sous sainte Barbe. Murée en 1660, la fresque a été redécouverte en 1923.
Immédiatement après, l'artiste entre au service de la riche famille Vespucci, alliée des Médicis, en peignant pour eux une Madonna della Misericordia et une Pietà dans leur chapelle de l'église Ognissanti à Florence. La chapelle, constituée d'une niche dans la nef unique, fortement transformée lors de modifications ultérieures, est construite en 1472 ; les fresques sont peintes en 1475. Dans le groupe de personnages protégés sous le manteau de la Vierge, figure le jeune Amerigo Vespucci, futur navigateur.
Dans ces œuvres, la personnalité artistique de Domenico est déjà bien établie, notamment en ce qui concerne la vivacité des traits physionomiques des figures représentées, qui font l'objet d'une étude soigneuse, ce qui rend les personnages si différents les uns des autres.
Le Baptême du Christ, et une Vierge en majesté entre saint Sébastien et saint Julien, fresques de l'église Sant'Andrea à San Donnino, frazione de Campi Bisenzio près de Florence, remontent à ces mêmes années.

### Chapelle Santa Fina
La première commande importante connue, dans laquelle le style personnel et mature de Ghirlandaio se manifeste pleinement, est la décoration de la chapelle Santa Fina dans la collégiale de San Gimignano, chapelle commémorative de la sainte locale, une paraplégique décédée en 1253, pour laquelle certains artistes florentins de premier plan ont été appelés, tels que Giuliano da Maiano pour la partie architecturale, son frère Benedetto pour la sculpture et Ghirlandaio précisément pour la décoration picturale des deux lunettes latérales avec des histoires de la sainte. 

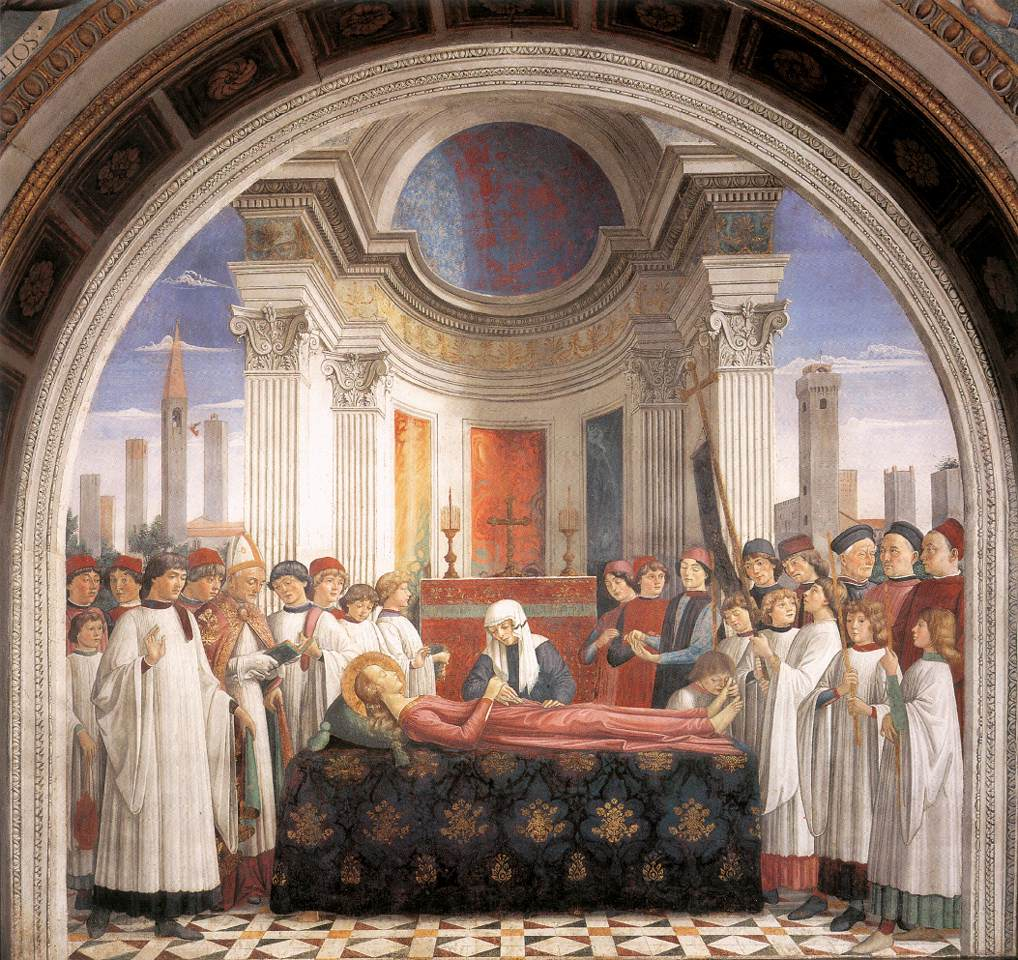
Domenico Ghirlandaio, Funérailles de santa Fina.

Dans les funérailles de Santa Fina, il fait une série de portraits très humanisés et plausibles, qui deviendront  ses attributs les plus appréciés par les riches florentins qui seront ses mécènes ultérieurs. Par exemple, dans le groupe de garçons de chœur à droite, diverses nuances psychologiques sont visibles, traitées avec naturel : un garçon regarde la scène avec intérêt, un autre est distrait par la croix qu'il tient dans ses mains et un troisième regarde autour de lui avec un amusement enfantin. Parmi les citoyens représentés, il doit certainement y avoir aussi des portraits des mécènes de l'œuvre. Ghirlandaio évite dans sa peinture les expressions nettement contrites : l'émotion n'est jamais trop évidente et une certaine sérénité semble prévaloir. Dans les histoires de Santa Fina, le style qui est à la base de son succès, se manifeste pour la première fois, intime, recueilli et sans ornement dans le cas de l'Annonce de la mort, grandiose et solennelle dans les Funérailles, comme en témoigne l'abside classique monumentale en arrière-plan. 
À San Gimignano, Ghirlandaio rencontre Sebastiano Mainardi, qui devient son collaborateur et qui épouse, quelques années plus tard, la sœur de Domenico, devenant ainsi son beau-frère. Après le chantier de Santa Fina, Ghirlandaio est appelé à la Badia di Passignano, dont il peint le cénacle (1476), qui est le premier d'une série de trois, les deux autres étant réalisés peu après à Florence. 

### Premier voyage à Rome
En 1475, Domenico Ghirlandaio est appelé une première fois à Rome. Il est choisi, avec son frère David, pour peindre à fresque les lunettes de la bibliothèque de Sixte IV au Palais du Vatican. Il y peint douze figures de philosophes antiques (Aristote, Antisthène, Cléobule, Diogène, Platon et Socrate) et de Pères de l'église (saint Ambroise, saint Augustin, saint Bonaventure, saint Grégoire, saint Jérôme et saint Thomas d'Aquin). 
Il est accueilli par les banquiers florentins qui résident à Rome, parmi lesquels les Tornabuoni, et en particulier par Giovanni, chef de la succursale locale de la Banque Médicis et trésorier de Sixte IV. Il peint pour lui en 1477 deux Histoires de Saint Jean-Baptiste et deux Histoires de Marie pour la chapelle funéraire à Santa Maria sopra Minerva de son épouse Francesca Pitti, décédée en couches cette année-là, fresques aujourd'hui perdues. 
À Rome, il peint également deux portraits de Giovanna Tornabuoni, épouse de Lorenzo, fils de Giovanni, également décédée prématurément. 

### Saint Jérôme dans son étude

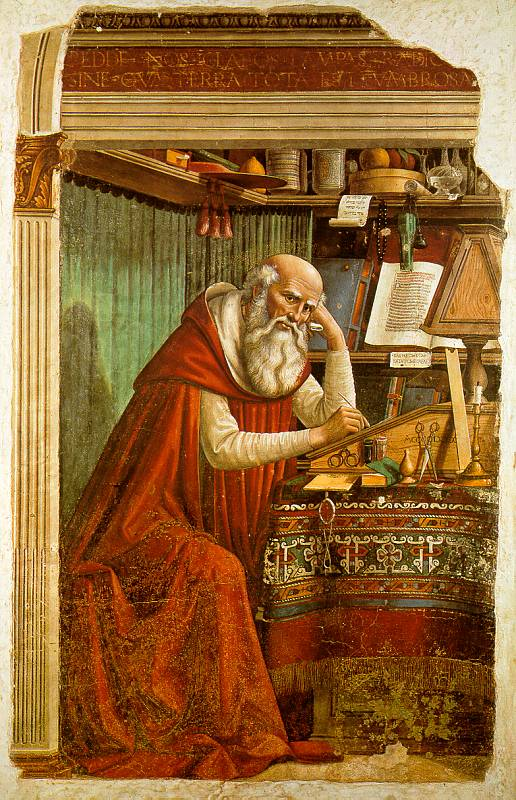
Domenico Ghirlandaio, Saint Jérôme dans son étude.

De retour à Florence, il épouse en 1480 Costanza di Bartolomeo Nucci, avec qui, en 1483, il a son fils Ridolfo, également un peintre apprécié dans la première moitié du XVIe siècle. Il se marie deux fois, la seconde fois avec Antonia di ser Paolo Paoli, à une date non connue, et a neuf enfants.
Il est chargé par la famille Vespucci de peindre une fresque de Saint Jérôme dans l'église des Ognissanti, qui est un pendant du Saint Augustin de Botticelli, généralement considéré comme une œuvre un peu antérieure (vers 1480). Ghirlandaio crée une figure sereine et conventionnelle, faisant des objets soigneusement exposés sur le bureau et les étagères du protagoniste, des natures mortes. Domenico s'est probablement inspiré des modèles nordiques, comme peut-être du Saint Jérôme dans son étude de Jan van Eyck qui faisait probablement partie des collections de Laurent le Magnifique.

### Cénacles
L'embellissement du réfectoire avec une grande fresque de la Dernière Cène est typique des monastères florentins. Ghirlandaio se voit confier ces entreprises à plusieurs reprises en quelques années, après celui précité de la Badia di Passignano (1476). Il continue avec le Cénacle des Ognissanti (1480) et le Cénacle de San Marco (1486). Si le premier est assez rigide, avec la Dernière Cène dans une « boîte » en perspective, suivant l'exemple du Cénacle de Sant'Apollonia d'Andrea del Castagno (vers1450), dans les deux suivants, de disposition très similaire, la scène se déroule dans un loggia aérée qui suit la forme des ouvertures, avec les lunettes situées autour des supports de la voûte. 
Dans les deux derniers cénacles, les aspects dramatiques de la scène sont très limités, laissant place à une représentation mesurée, sereine et agréable. Judas, selon la tradition, est séparé du groupe des douze, assis de l'autre côté de la table, tournant le dos au spectateur et à droite de Jésus, tandis que Jean est endormi appuyé sur le Maître. Le souci du détail et une étude précise de l'aspect des objets placés sur la table et dans la salle sont remarquables, comme dans les œuvres des maîtres flamands qui, présents à Florence, l'impressionnent tellement.

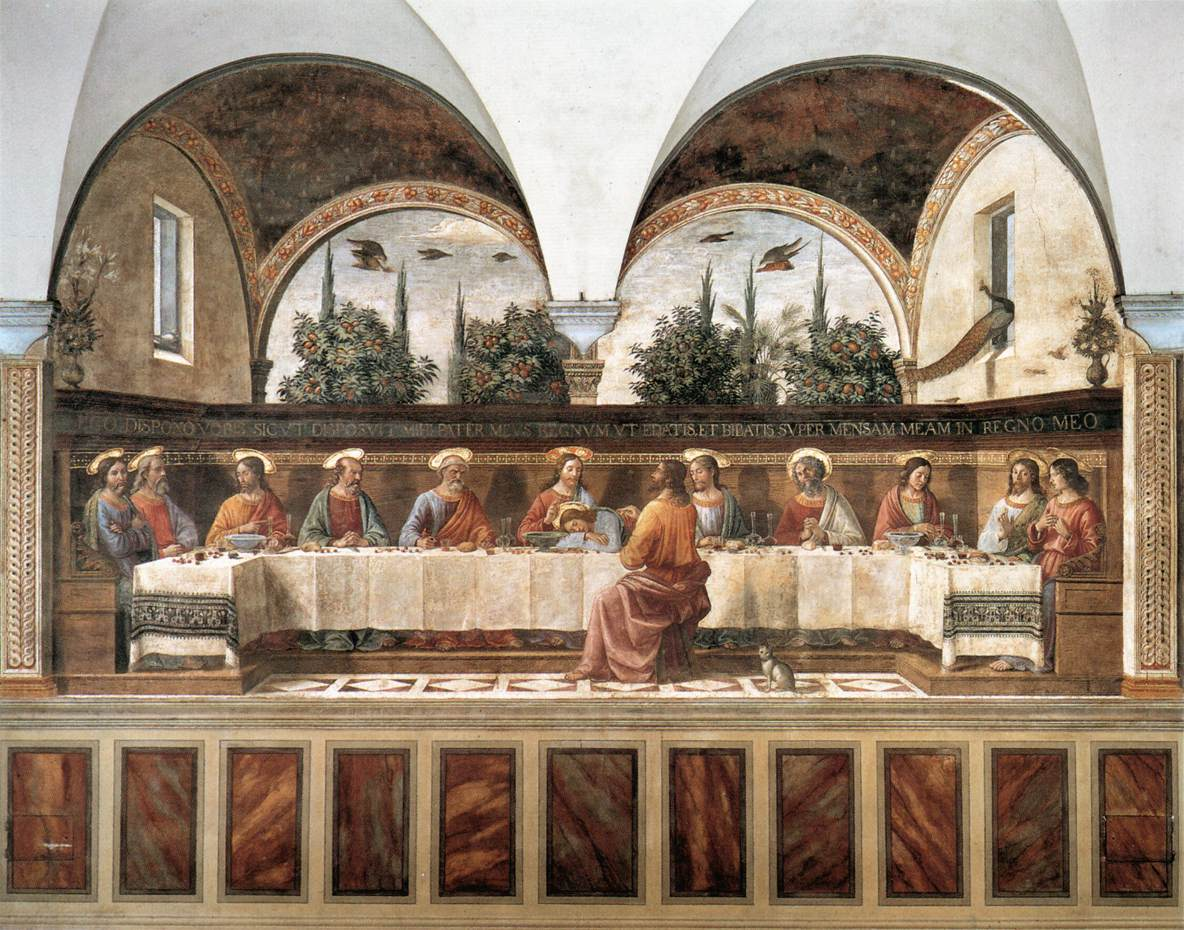
Ghirlandaio, Dernière cène, San Marco.

### Chapelle Sixtine

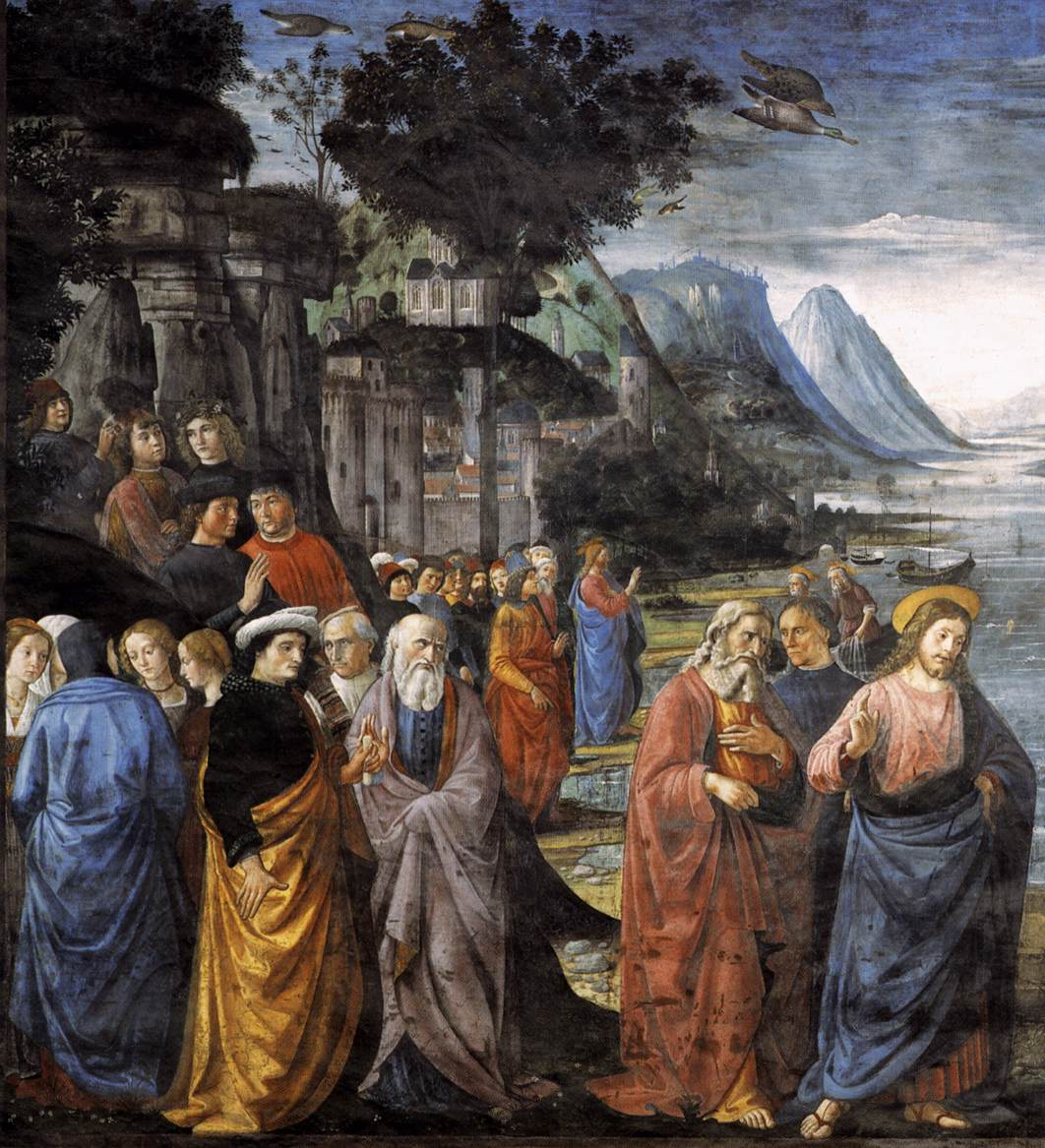
Domenico Ghirlandaio, La Vocation des premiers apôtres.

En 1481, sur la suggestion de Laurent le Magnifique, un groupe d'artistes florentins est convoqué à Rome par le pape Sixte IV pour peindre les fresques du projet grandiose de chapelle Sixtine, scellant également ainsi la réconciliation du pape avec Florence et les Médicis. Ghirlandaio est accompagné de Sandro Botticelli, la Cosimo Rosselli et du Pérugin, maintenant florentin d'adoption, mais qui était peut-être déjà à Rome. Chaque artiste est suivi d'un nombre important d'aides, dont font partie des artistes qui vont bientôt émerger, tels que Luca Signorelli, Pinturicchio, Filippino Lippi, Piero di Cosimo. Le thème des fresques est la célébration de la papauté à travers les Histoires de Moïse et les Histoires du Christ, mis en parallèle pour souligner la continuité du message divin, qui est repris par le Christ et transmis par celui-ci à Pierre, puis aux pontifes, ses successeurs. L'entreprise, en ce qui concerne le premier groupe de peintres, s'achève rapidement en 1482. 
Ghirlandaio se voit confier deux fresques, la Vocation des premiers apôtres et la Résurrection, cette dernière est déjà très endommagée à l'époque de Vasari et est repeinte plus tard, à la fin du XVIe siècle. L'attribution du Passage de la mer Rouge est incertaine. En outre, il est possible qu'il ait été l'un des artistes qui ont peint la série des trente premiers papes au-dessus des panneaux des grandes Histoires de Moïse et de Jésus, mais les repeints ultérieurs ne permettent que des évaluations générales. 
La Vocation est une œuvre où Ghirlandaio utilise une solennité qui ne se retrouve pas dans ses œuvres ultérieures. Le décor, les vêtements, les couleurs de certains personnages et certaines attitudes rappellent la scène du Paiement du Tribut de Masaccio dans la chapelle Brancacci, œuvre
du début de la Renaissance florentine que Ghirlandaio a également pu étudier, selon le témoignage de Vasari. Les couleurs sont vives et lumineuses, particulièrement efficaces pour rendre la délicatesse de la peau ou pour assortir les couleurs des vêtements contemporains. 
L'habileté de portraitiste de Ghirlandaio atteint ici, pour la première fois, des sommets de réalisme, après ses premiers essais dans les fresques de la chapelle Santa Fina (1475), devenant l'une de ses caractéristiques les plus reconnues et les plus appréciées. 
De Rome, Ghirlandaio rapporte avec lui de nombreux dessins et études de monuments anciens qu'il va souvent utiliser dans ses œuvres ultérieures.

### Retour à Florence

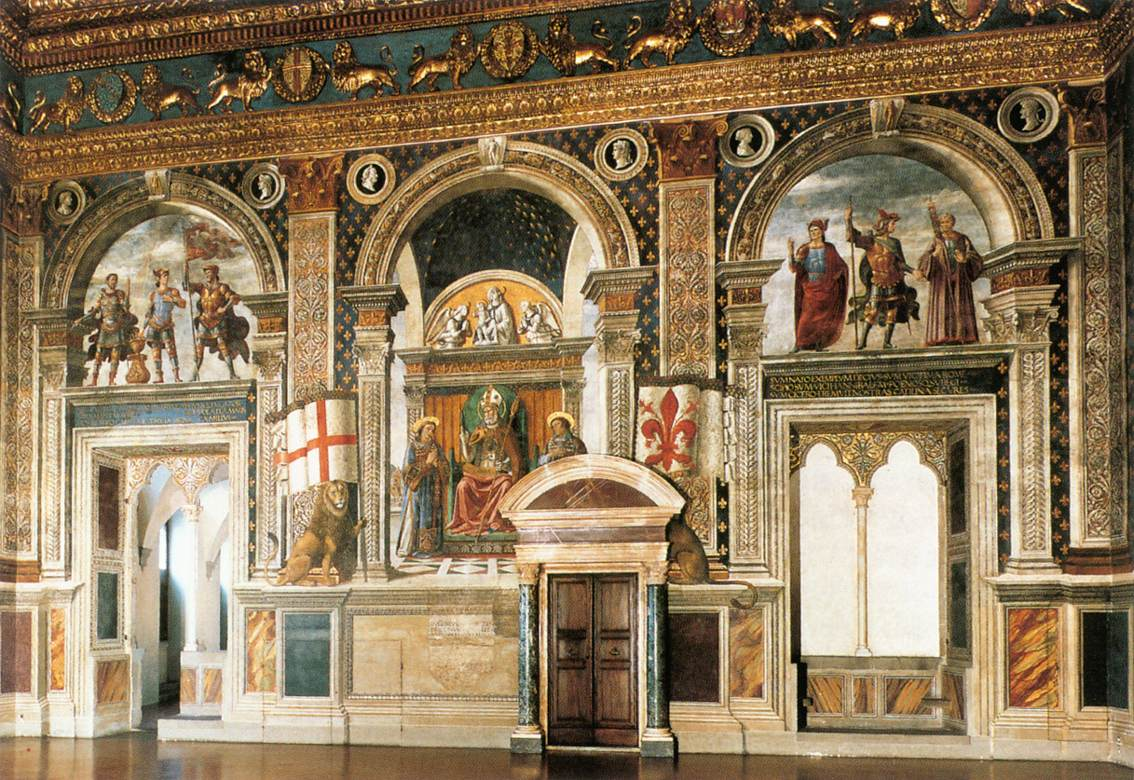
Domenico Ghirlandaio, fresques de la sala dei gigli (la salle des lys) du Palazzo Vecchio.

De retour au pays, Ghirlandaio est littéralement submergé de demandes, devenant bientôt l'artiste préféré de la bourgeoisie florentine la plus riche et la plus cultivée. Selon Vasari, l'une des premières œuvres commandées après son retour est une fresque avec l'histoire de San Paolino pour Santa Croce, dont subsiste peut-être quelques fragments du cadre architectural dans le bas-côté gauche, près de la tombe de Michelangelo Buonarroti.  
Alors qu'il s'apprête à conclure le contrat pour le cycle de fresques de la chapelle Sassetti il reçoit en 1482, de la seigneurie de Florence, la commande de fresques pour décorer la Sala dei Gigli du Palazzo Vecchio. Au départ, cette commande devait être répartie entre les principaux artistes travaillant dans la ville, soit, en plus de Ghirlandaio lui-même, Sandro Botticelli, Pietro Perugino et Piero Pollaiolo, mais finalement, seul Domenico s'en est occupé. La décoration, qui ne concerne que le mur est, comprend une Apothéose de saint Zenobius et un cycle d'hommes illustres, qui, cependant, ont été largement réalisés avec l'aide de l'artiste qui œuvra avec lui dans la chapelle de Francesco Sassetti. La médiocrité de l'exécution se révèle surtout dans la scène centrale de l'Apothéose, tandis que les deux lunettes d'Hommes illustres de l'antiquité dégagent une énergie qui provient certainement d'une plus grande présence de la main du maître.

### Villa di Spedaletto
En 1483, il participe à la décoration de la villa di Spedaletto près de Volterra, le programme décoratif le plus ambitieux initié par Laurent le Magnifique, pour lequel les meilleurs artistes florentins de l'époque sont appelés : Filippino Lippi, Pietro Perugino, Sandro Botticelli et Ghirlandaio qui peint Vulcain et ses assistants qui forgent la foudre. Les fresques de la villa ont été complètement perdues. Si elle avait été conservée, la fresque serait le seul exemple connu de peinture profane de l'artiste, en dehors des portraits ; Vasari se souvient aussi que le peintre y avait réalisé des nus, rares dans la production de l'artiste.

### Chapelle Sassetti

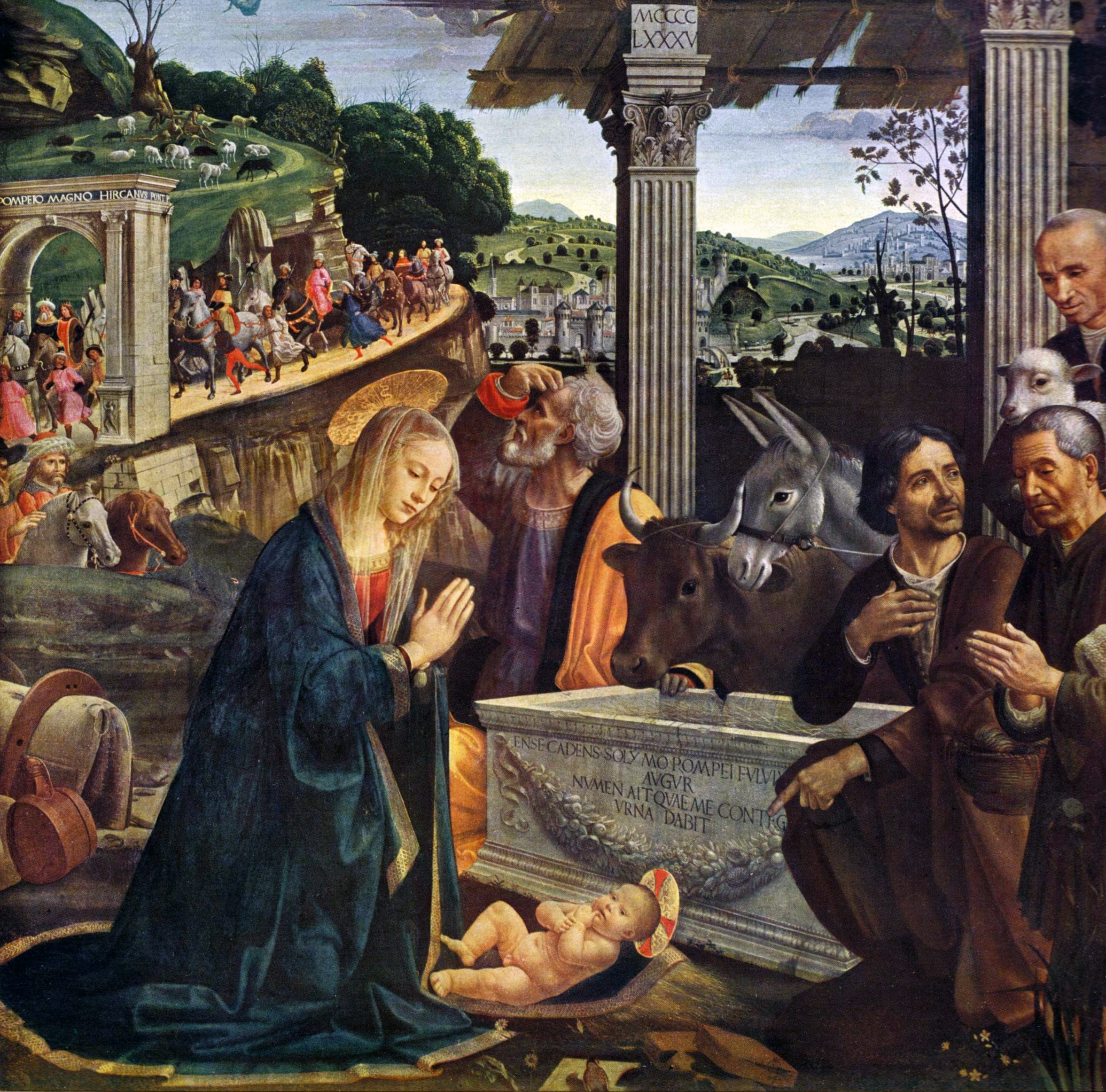
Chapelle Sassetti, Adoration des bergers.

Domenico  peint ensuite les fresques de la chapelle familiale des Sasseti à Santa Trinita de Florence et du chœur de Santa Maria Novella (1485-1490), œuvres qui confirment sa renommée. Les fresques de la chapelle Sassetti représentent six épisodes de la Vie de saint François, ainsi que quelques sujets liés à la prophétie païenne de la venue du Christ, datés de 1485. Les trois épisodes principaux sont Saint François recevant l'approbation de la Règle de son ordre du Pape Honorius III, ses Funérailles et la Résurrection d'un enfant de la famille Spini grâce à l'intercession du saint alors qu'il s'est tué en tombant d'une fenêtre. Un portrait de Laurent de Medicis apparait dans la première œuvre, et un autoportrait du peintre dans la troisième. Le retable de la chapelle Sassetti présentant une Adoration des bergers, complète le cycle de fresques.
Ce cycle de fresques reprend la composition de la chapelle Brancacci, avec les différentes scènes présentées sur deux étages superposés, délimités par des piliers cannelés, avec une application rigoureuse de la perspective. L’espace, rationnel et civil, montre des détails de la vie quotidienne florentine, mêlés aux scènes sacrées du premier plan. Les personnages contemporains, représentés avec précision dans leur dignité et leur raffinement, sont les protagonistes du récit vivant. Parmi les diverses influences, on peut relever des citations archéologiques, la minutie des détails de l’estampe flamande et la tradition florentine de Giotto. La veine narrative est riche et fructueuse et, bien qu'elle soit presque étrangère au pathétique, elle favorise l'harmonie linéaire, l'utilisation de couleurs vives, l'atmosphère sereine.
En 1485-1488, il peint l'Adoration des Mages).

### Chapelle Tornabuoni
Immédiatement après avoir terminé les fresques de la chapelle Sassetti, Ghirlandaio est invité à restaurer les fresques du chœur de Santa Maria Novella, dans la dite chapelle Tornabuoni, du nom du riche client Giovanni Tornabuoni. La chapelle possède déjà des fresques d'Andrea Orcagna et appartient à la famille Ricci, mais celle-ci, aux moyens financiers désormais limités, confie la prestigieuse tâche de restauration à Tornabuoni sous certaines conditions. Les fresques, auxquelles divers assistants ont contribué, sont réalisées sur une période de quatre ans, comme l'exige le contrat, et sont disposées en quatre bandes le long des trois murs, avec des scènes de la Vie de Marie et de saint Jean-Baptiste comme sujet. Ces œuvres, outre leurs mérites artistiques, sont particulièrement intéressantes pour leurs nombreux portraits de valeur historique intrinsèque (pour la connaissance iconographique des personnages), ainsi que pour leur valeur technique (pour la capacité particulière de Ghirlandaio à représenter ses contemporains).

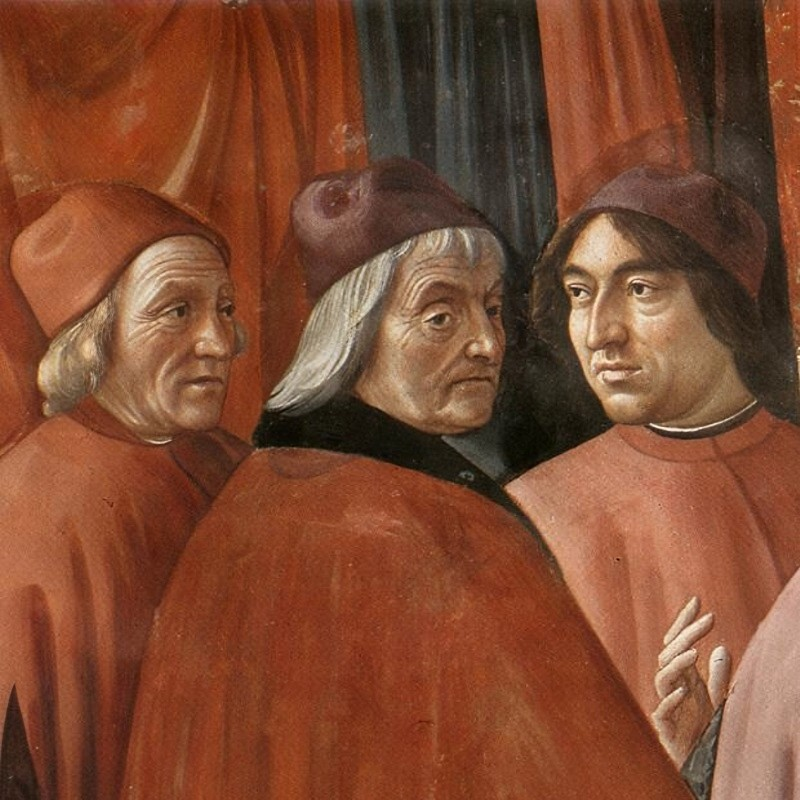
L'Ange apparaissant à Zaccaria, détail avec les portraits de Marsile Ficin, Cristoforo Landino et Ange Politien.

Il y a au moins vingt et un portraits de membres de la famille Tornabuoni et Tornaquinci : dans l'Ange apparaissant à Zaccaria, on retrouve entre autres ceux d'Ange Politien, Marsile Ficin ; dans l'Expulsion de Joachim du temple, Mainardi et Baldovinetti sont représentés (le dernier personnage est peut-être le père de Ghirlandaio). Le récit évangélique apparaît ainsi transposé dans un environnement proche et familier aux commanditaires des fresques, dans lequel le client et son entourage sont glorifiés pour leurs vertus morales et religieuses, avec une certaine ostentation qui est un témoignage de foi et de moralité officielle. Le « popolo grasso » présent parmi les saints rassure ainsi le « popolo minuto », lui indiquant que ceux qui le gouvernent sont pieux et vertueux et en soulignant que le pouvoir de la classe dirigeante n'est pas la résultante du seul pouvoir économique, mais aussi de la grâce divine.
Le retable, maintenant absent de la chapelle, a probablement été achevé après la mort de l'artiste par les frères de Domenico, Davide et Benedetto, peintres qui ne sont toutefois pas à sa hauteur. Le vitrail a été réalisé selon un dessin de Domenico.
Comme dans d'autres œuvres de Ghirlandaio, à partir des Histoires de Santa Fina, l'artiste alterne un double registre, typique de son style : solennel et pompeux pour les scènes de groupe, intime et recueilli pour celles d'intérieurs. Dans l'ensemble, le résultat final est inégal : les scènes inférieures, conçues directement par le maître, plus proches du spectateur, présentent de merveilleux portraits, des compositions équilibrées et des détails magnifiques ; les scènes supérieures, en revanche, sont plus statiques, donnent à voir des mouvements maladroits, une composition sommaire et une disparité dans le rendu des figures, ce qui suggère une intervention massive de l'atelier. Cette discontinuité a influencé négativement les critiques sur leur appréciation de l'œuvre de Ghirlandaio : certains n'ont pas hésité à le requalifier comme un « portraitiste » important et rien de plus (en supposant une hiérarchie implicite entre les différents peintres selon leur « spécialité ») ; il n'a été de fait revalorisé que dans la seconde moitié du XXe siècle. Les scènes supérieures, avec moins de détails, présentent cependant de plus grandes ouvertures sur des paysages et un registre plus lâche et plus rapide, avec quelques figures juste dessinées, inspirés par le style plus agrégé de la peinture romaine.

### Retables

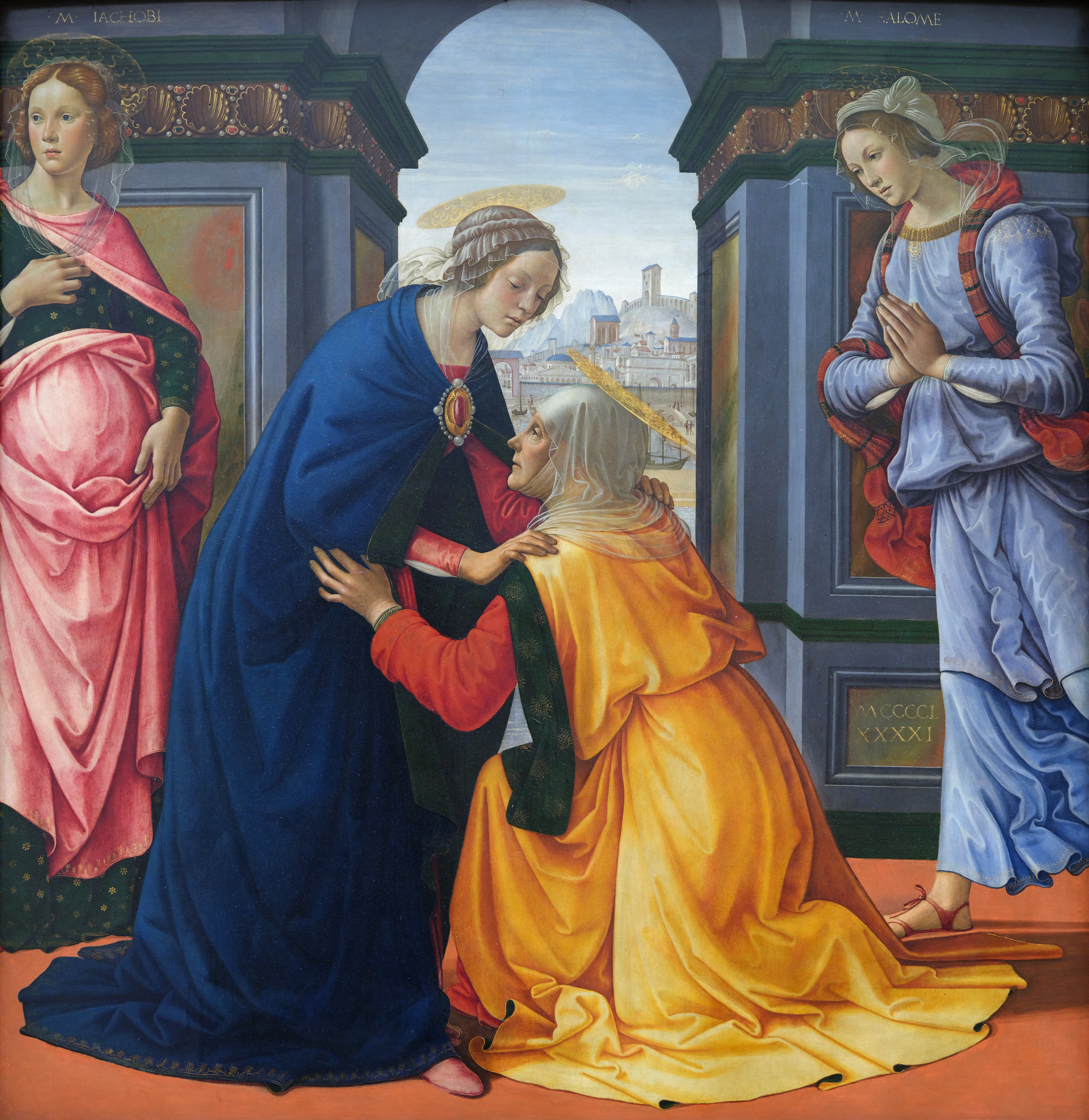
Domenico Ghirlandaio, La Visitation avec Marie-Jacobie et Marie-Salomé, Musée du Louvre.

En 1490, un agent du duc de Milan Ludovic Sforza se rend à Florence pour sonder l'environnement artistique local à la recherche d'un maître à qui confier la prestigieuse commande du retable de la Chartreuse de Pavie. La commande va à Filippino Lippi, puis, après sa mort prématurée, au Pérugin. L'agent signale également Ghirlandaio qu'il définit comme « Maître sur les planches de bois et encore mieux sur les murs. Ses œuvres ont un bon air. C'est un homme d'expérience à qui on commande de nombreuses œuvres ».
Tandis que Ghirlandaio travaille sur les grands cycles de fresques qui le rendent célèbre, il se consacre simultanément, avec son atelier, à la production de retables. Ce sont des peintures sur panneaux, dans lesquelles l'artiste utilise toujours la technique de la tempera sans s'aventurer dans la nouvelle technique à l'huile, malgré son intérêt pour l'art flamand. Parmi ses œuvres majeures, pour la plupart autographiées, il y a une série de panneaux pour les autels des principales églises florentines : la Conversation Sacrée de Monticelli (1483), la Conversation Sacrée des Ingesuati (1484-1486) et l'Adoration des Mages (1488). Les portraits et les peintures, comme l'Adoration des Mages Tornabuoni, sont destinés à un usage privé. Le Couronnement de la Vierge de Narni et le Couronnement de la Vierge de Città di Castello sont des œuvres produites par son atelier, puis envoyées à l'extérieur de Florence.
Lorenzio Tornabuoni lui commande en 1491 un retable représentant la Visitation de la Vierge Marie pour une des chapelles de l'église Santa Maria Maddalena dei Pazzi à Florence. La Visitation avec Marie-Jacobie et Marie-Salomé est aujourd’hui au musée du Louvre à Paris.
En 1492, Domenico peint deux retables pour l’abbaye des camaldules de San Giusto, près de Volterra. Un d'entre eux, un Christ en gloire, est conservé à la pinacothèque communale de Volterra, l’autre est perdu.
Dans sa production sur bois, les compétences de l'artiste se confirment dans son utilisation des couleurs, dans la création de compositions équilibrées et agréables, et dans la restitution analytique des détails. Ce sont des œuvres qui n'échappent pas aux limites des schémas traditionnels, bien que s'étant adaptées aux courants nouveaux.

### Mosaïques
Vasari, dans sa biographie minutieuse de Ghirlandaio, ne parle guère de son travail sur le bois, louant plutôt ses qualités de mosaïste qu'il a acquises lors de son apprentissage chez Alesso Baldovinetti. Les œuvres du mosaïste Ghirlandaio qui demeurent, se limitent au cas unique de l'Annonciation sur la lunette de la Porte de la Mandorlae du Duomo de Florence, dont l'exécution est cependant attribuée par certains critiques à son frère David.

### Décès
Il peint vers 1490, Portrait d'un vieillard et d'un jeune garçon (conservé au musée du Louvre), connu pour son illustration réaliste d'un rhinophyma.
Il se retire souvent auprès des membres de sa famille, comme son beau-frère Sebastiano Mainardi et son frère David .
Domenico Ghirlandaio meurt brutalement le 11 janvier 1494, à l'âge de quarante-cinq ans, emporté en cinq jours par la peste, (selon Vasari) contractée alors qu'il préparait des œuvres pour Sienne et Pise. Il est enterré dans l'une des arcades du cimetière de Santa Maria Novella, dans la troisième tombe le long du mur droit de l'église à partir de la façade. Son portrait a été peint sous l'arche.
Son fils Ridolfo del Ghirlandaio fut également portraitiste.

## Style
Son style respecte toujours les formes traditionnelles de l'école florentine qu'il interprète de manière sobre, équilibrée, élégante et agréable ; il y ajoute la recherche analytique de la peinture flamande, parvenant à réconcilier les deux styles, ainsi que de somptueuses citations classiques dans les représentations architecturales.
Interprète, d'une sensibilité lumineuse et d'une cohérence dans l'usage de la perspective, il réussit à infuser l'air et l'atmosphère dans l'espace comme s'ils circulaient librement. Il aborde les scènes sacrées avec des éléments profanes tirés de la vie quotidienne, notamment dans la représentation des mécènes qui se voient ainsi satisfaits et qui sont, en même temps, exaltés aux yeux du peuple.
L'utilisation des couleurs se fait généralement sur des tons vifs, avec des correspondances et des rythmes, par exemple, entre les couleurs des vêtements de personnages proches. Il lui a souvent été imputé un défaut dans la conception des mains et des pieds, jugés trop minces. Une certaine dureté des bords, similaire à celle des personnages des sculptures en métal, pourrait être due à sa formation initiale en orfèvrerie. 
Vasari raconte diverses anecdotes à son sujet : il écrit qu'il était un maître jamais satisfait, exprimant le désir de voir tous les murs d'enceinte de Florence couverts de fresques ; il aurait dit à ses vendeurs de ne refuser aucune commande qui lui était offerte, même pour une commode de garde-robe de dame : il aurait personnellement réalisé des travaux de ce genre s'ils n'étaient pas appréciés des apprentis.
Selon Vasari, Ghirlandaio est le premier à exclure l'utilisation de la dorure de ses peintures, représentant de manière réaliste tout objet qui devrait, par convention, être doré ; mais il réalise quelques exceptions importantes, telles que dans l'éclat du paysage de l'Adoration des Mages, maintenant aux Offices à Florence, obtenu avec de l'or. Beaucoup de ses dessins et croquis, d'une vigueur graphique considérable, se trouvent dans le Cabinet des dessins et estampes de la Galerie des Offices.
L'un des grands mérites de Ghirlandaio est d'avoir initié à l'art le jeune Michel-Ange, qui ne resta cependant pas longtemps dans son atelier.

## Atelier

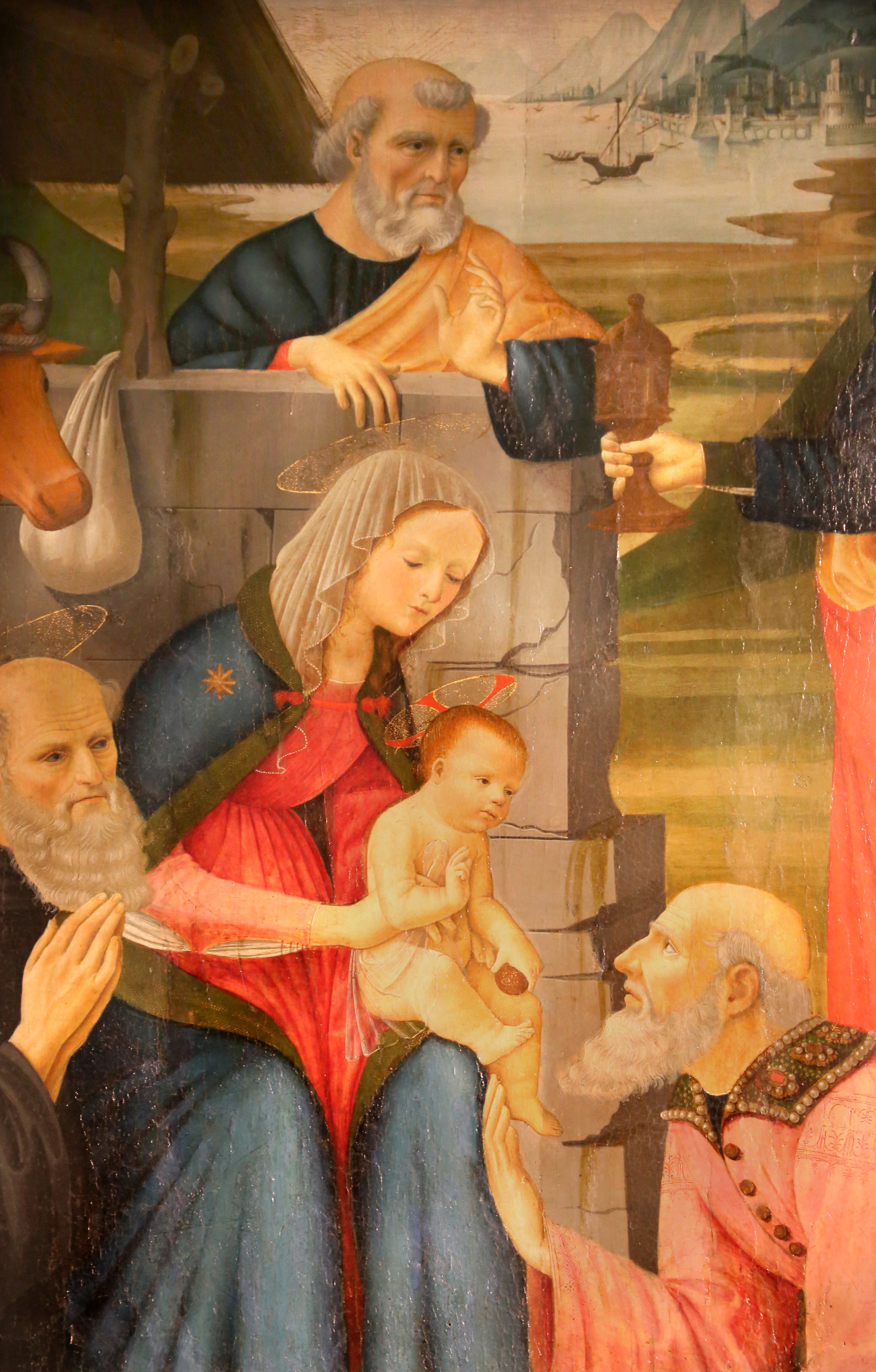
Atelier de Ghirlandaio, Adoration des mages avec san Benedetto, 1479-80.

L'activité artistique de Ghirlandaio ne dure que vingt ans, mais pendant cette période, son atelier devient l'un des plus fructueux de Florence, avec la création d'œuvres qui en font le peintre le plus demandé de la Florence de son temps.
Au cours des deux dernières décennies du XVe siècle, cet atelier est l'un des plus grands et des mieux organisés de Florence. À côté du maître, travaillent ses frères David, qui joue également le rôle d'entrepreneur, et Benedetto, en plus de son beau-frère Sebastiano Mainardi. Parmi les autres assistants les plus importants figurent Francesco Granacci et Biagio d'Antonio da Firenze, peut-être à identifier avec Giovan Battista Utili. Bartolomeo di Giovanni, au goût nordique et aigu, a également collaboré à certaines fresques de la Sixtine et a peint la prédelle de l'Adoration des Mages degli Innocenti .
Les pièces de qualité inférieure des célèbres cycles de fresques sont souvent attribuées à l'atelier, avec des figures plus conventionnelles, des couleurs moins brillantes, des sujets plus répétitifs.
L'atelier est repris à sa mort par son frère David.

## Autoportraits
Lorsque Ghirlandaio devient l'un des peintres les plus célèbres de son temps, il inclut de plus en plus d'autoportraits dans ses œuvres. Ceux-ci sont généralement reconnaissables : ils regardent le spectateur ou ont une posture fière, avec une main posée sur les hanches ; d'autres sont reconnaissables par comparaison avec d'autres œuvres. 

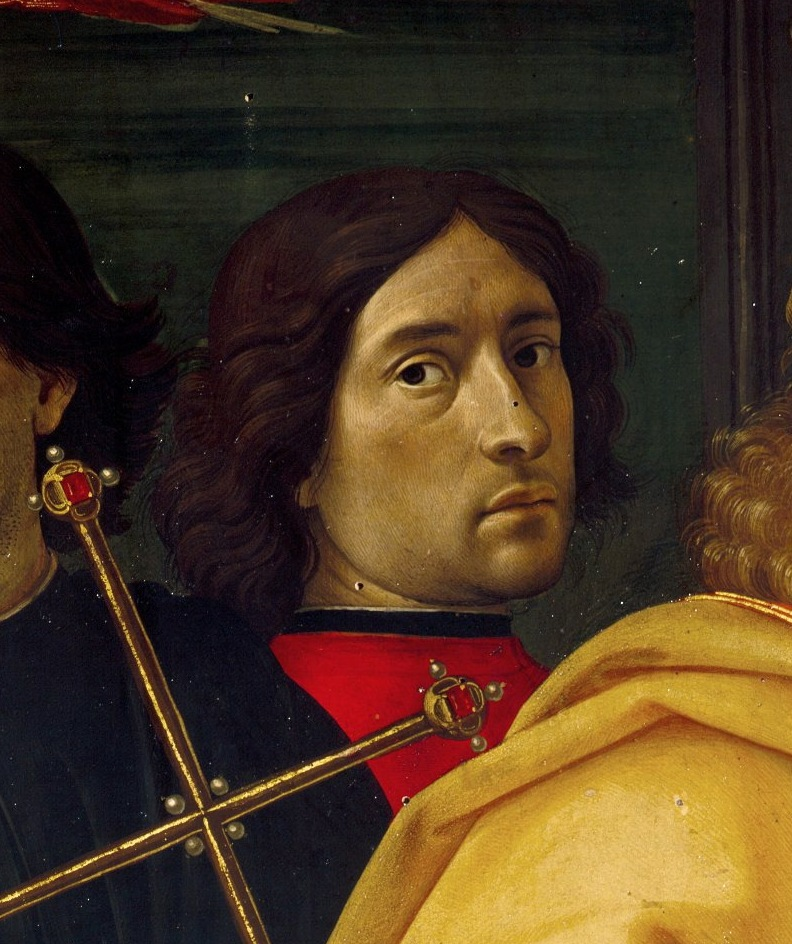
Retable des Innocents (détail).
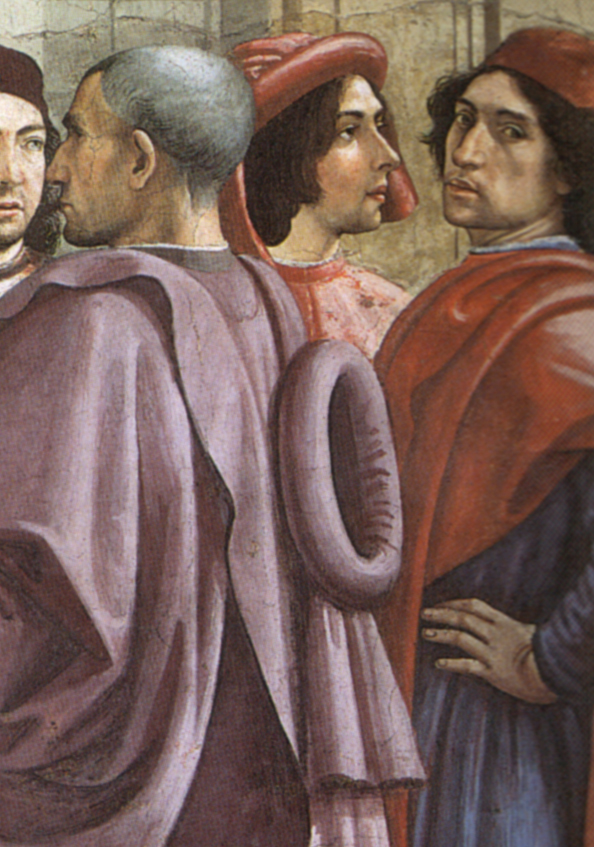
Chapelle Sassetti, Résurrection de l'enfant, de gauche David Ghirlandaio, Sebastiano Mainardi et Domenico Ghirlandaio.
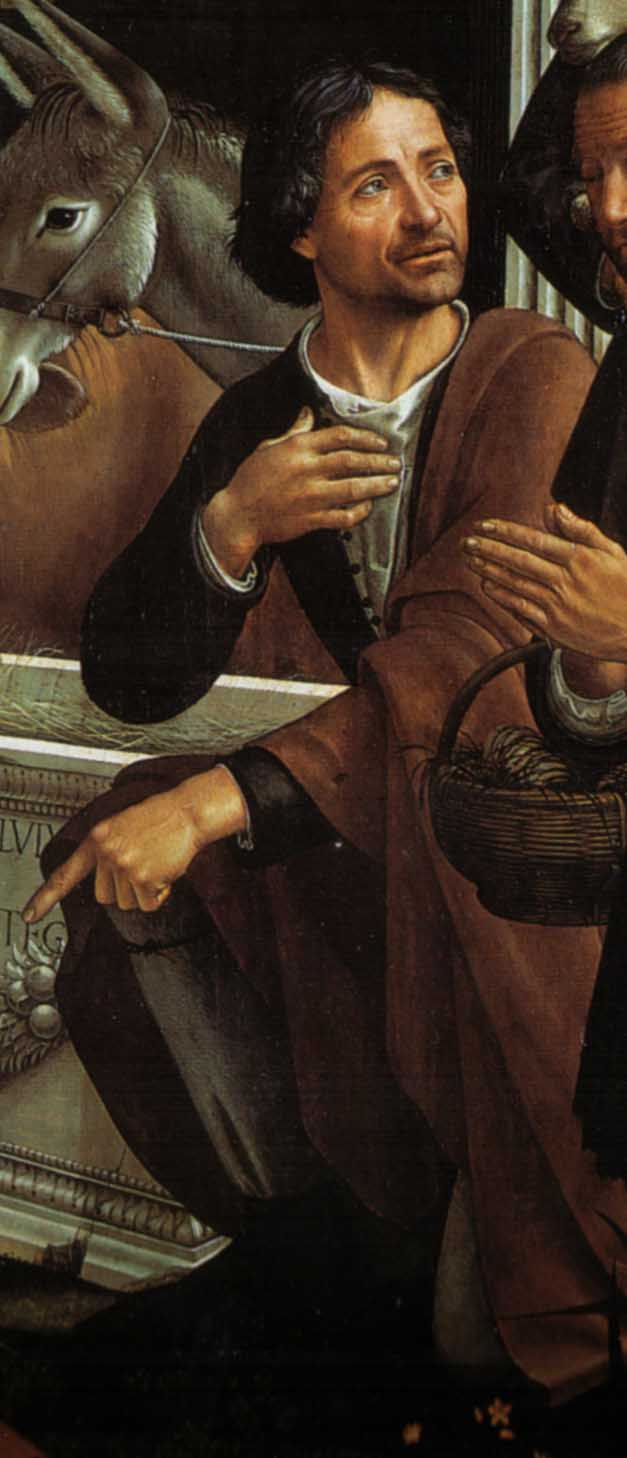
Chapelle Sassetti, Adoration des bergers.
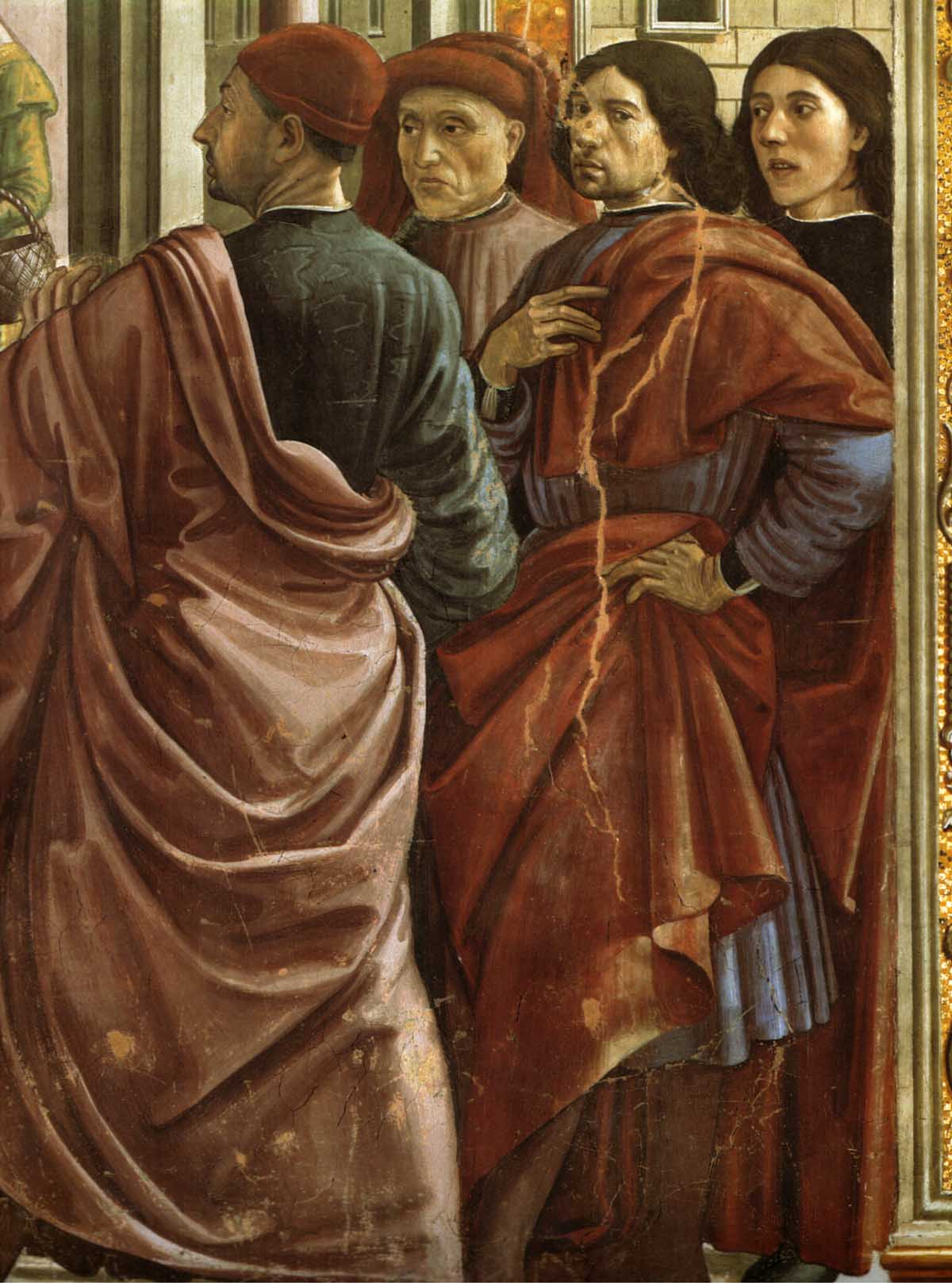
Chapelle Tornabuoni, Expulsion de Joachim (détail), de gauche David Ghirlandaio, Tommaso Bigordi (ou Alesso Baldovinetti), Domenico Ghirlandaio et Sebastiano Mainardi.

## Œuvres

### Fresques
- 1470 -  Saint Jérôme, sainte Barbe et saint Antoine abbé[17], Cercina, frazione de Sesto Fiorentino, église Sant'Andrea
- 1471-1473 -  Vierge de la Miséricorde, ex-Cappella Vespucci, église Ognissanti (Florence)
- 1475 -  Annonce de la mort de sainte Fina, San Gimignano, Duomo di San Gimignano, Cappella Santa Fina
- 1475-1477 -  La Vision de sainte Fina de San Geminiano, San Gimignano, Duomo di San Gimignano, Cappella Santa Fina
- 1468 ou 1475 -  deux fresques peintes pour l'église Sant'Andrea a Brozzi de San Donnino : Le Baptême du Christ, et une Vierge en majesté entre saint Sébastien et saint Julien
- 1475 Douze figures de philosophes antiques (Aristote, Antisthène, Cléobule, Diogène, Platon et Socrate) et de Pères de l'église (saint Ambroise, saint Augustin, saint Bonaventure, saint Grégoire, saint Jérôme et saint Thomas d'Aquin), lunettes de la bibliothèque de Sixte IV, palais du Vatican
- 1476 -  La Cène[18], Badia a Passignano, réfectoire du monastère
- 1480 - San Girolamo nello studio, église Ognissanti, Florence
- 1480 - Cena d'Ognissanti, Florence, église Ognissanti, Florence
- 1481-1482 - Vocation des premiers Apôtres Pierre et André, Vatican, chapelle Sixtine
- 1482 - L'Apothéose de saint Zénobe, salle des Lys, Palazzo Vecchio, Florence
- 1485 - Histoire de saint François, Florence, basilique Santa Trinita, chapelle Sassetti
- 1485 - Portrait de Francesco Sassetti et Nera Corsi, Florence, basilique Santa Trinita, chapelle Sassetti
- 1485-1486 - La Cène de San Marco[19], Florence, petit réfectoire du couvent San Marco
- 1485-1490 - Histoire de Marie, Florence, basilique Santa Maria Novella, chapelle Tornabuoni
- 1485-1490 - Histoire de saint Jean-Baptiste, Florence, basilique Santa Maria Novella, chapelle Tornabuoni
- 1485-1490 - Portrait des donateurs, Florence, basilique Santa Maria Novella, chapelle Tornabuoni

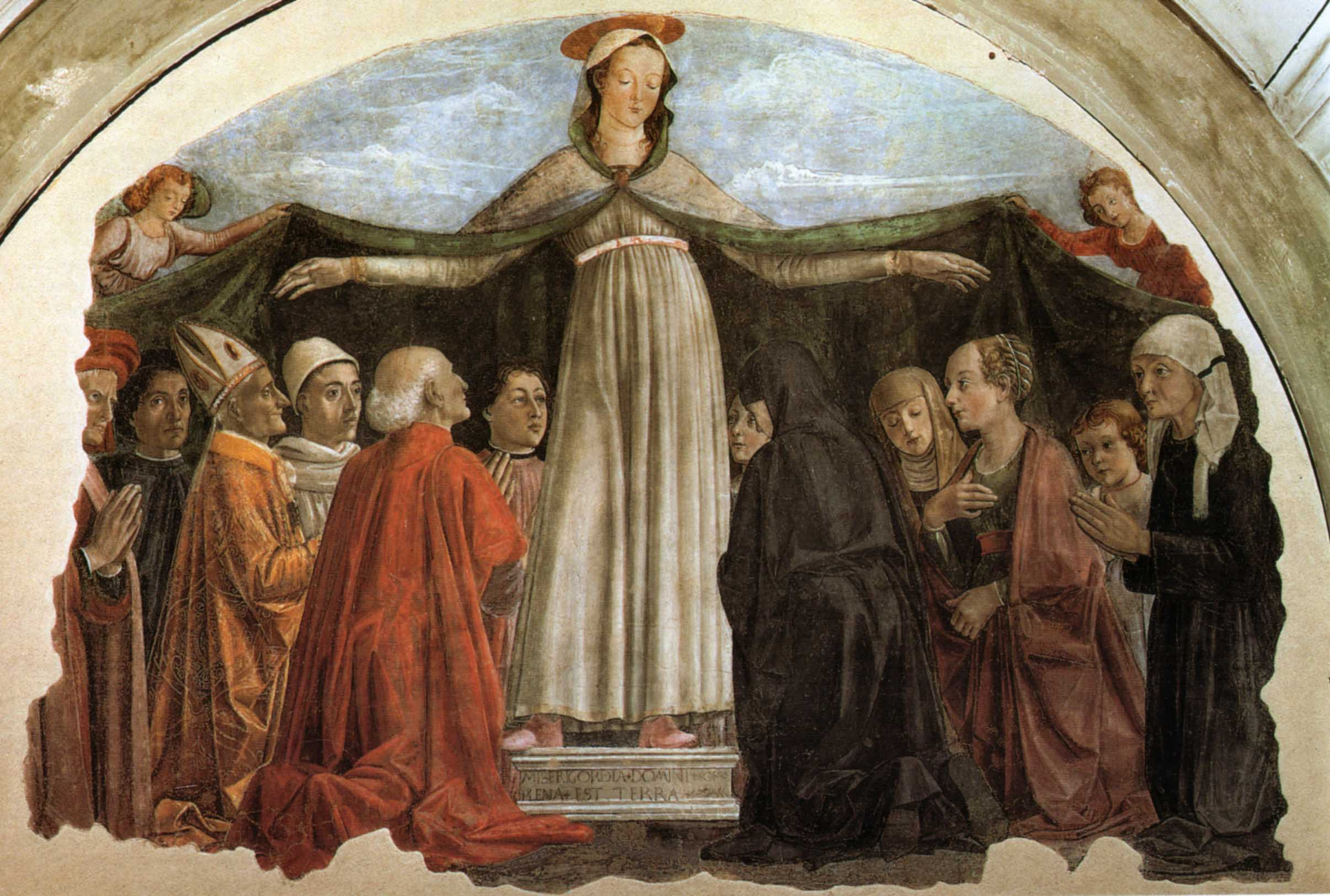
Vierge de Miséricorde (1472) Église Ognissanti, Florence.
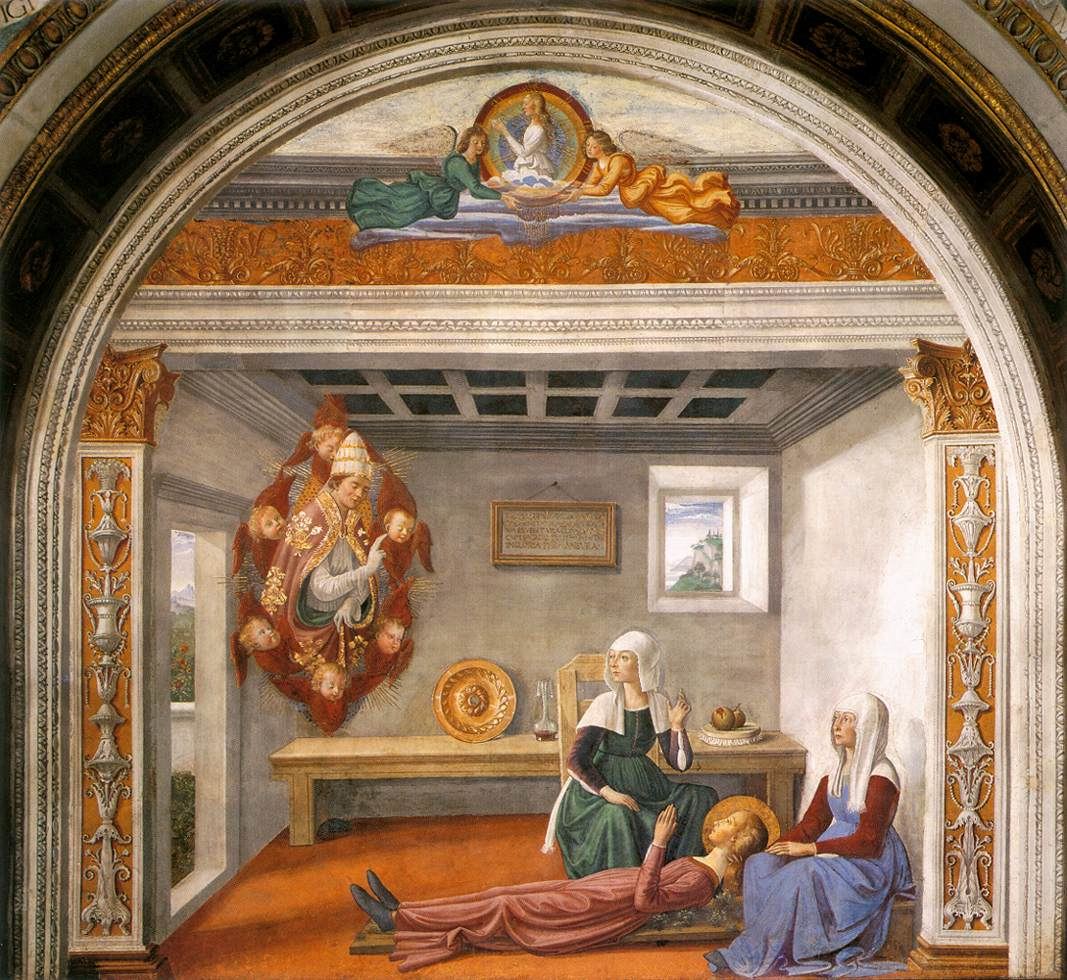
Annonce de la mort de sainte Fina (1472) Duomo di San Gimignano.
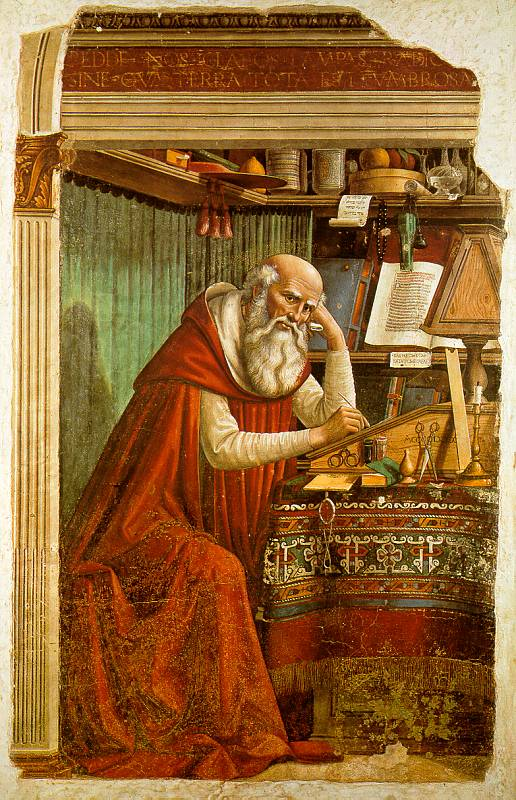
Saint Jérôme (1480) Église Ognissanti, Florence.
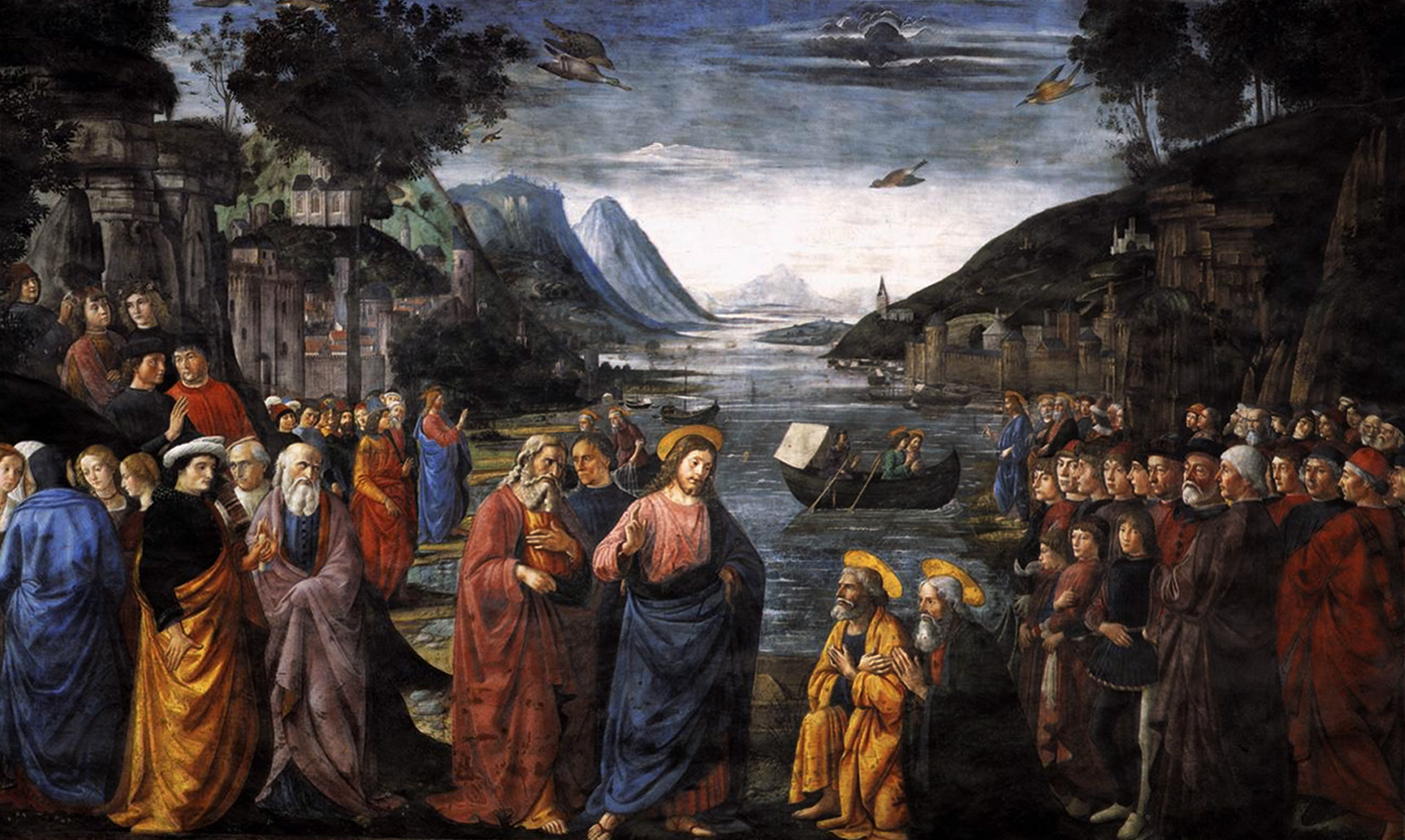
Vocation des premiers Apôtres (1481-1482) Chapelle Sixtine.
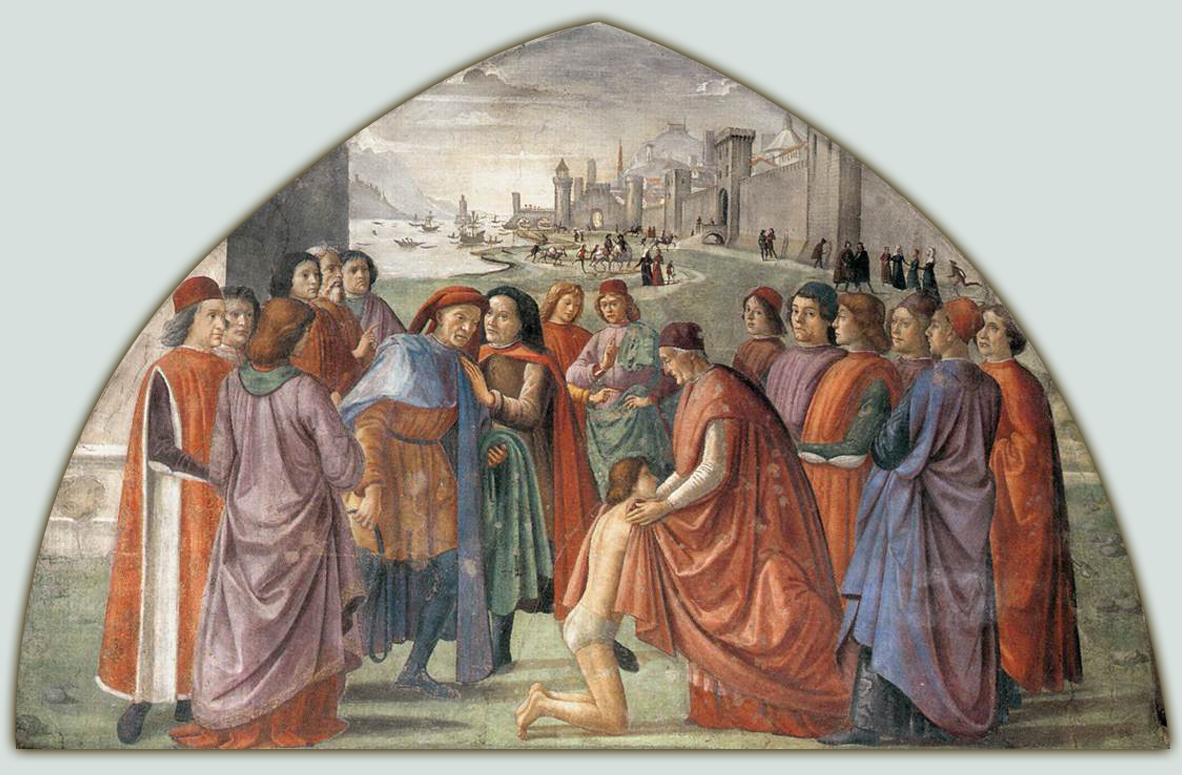
Renonciation aux biens (1485) Santa Trinita, Florence.
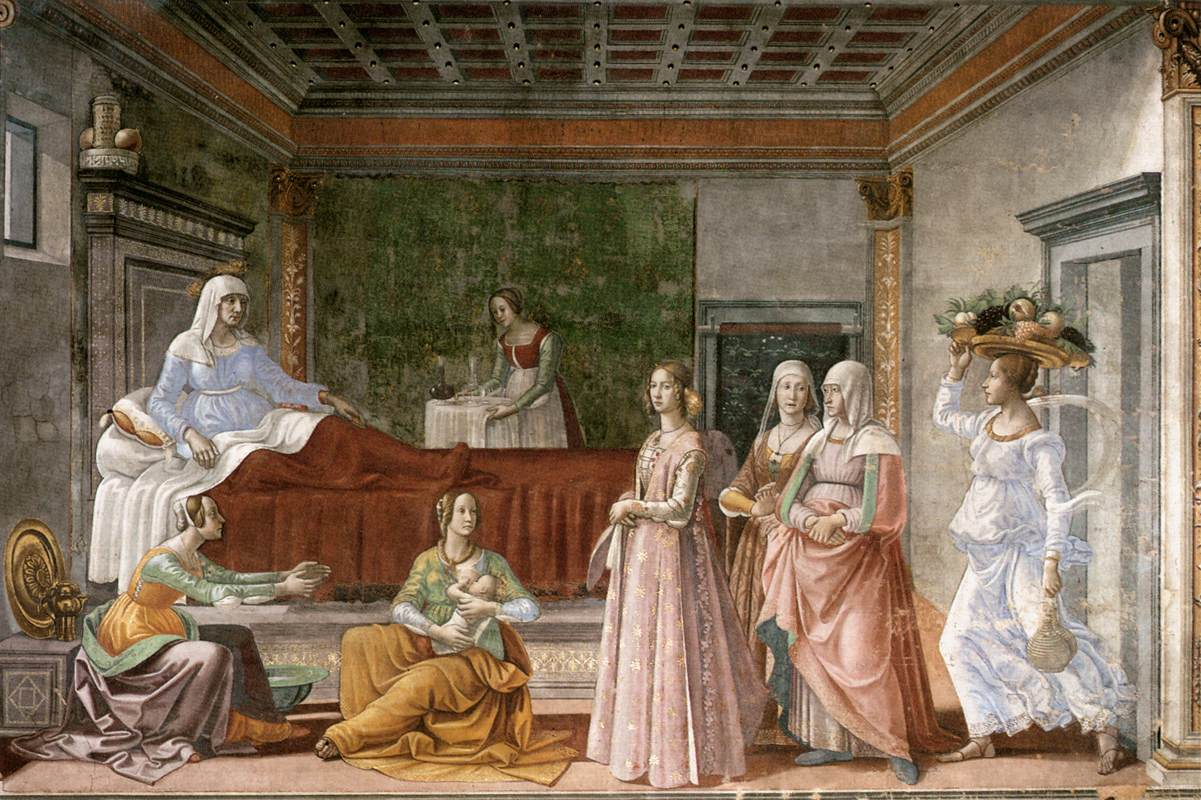
Naissance de saint Jean-Baptiste (1485) Santa Maria Novella, Florence.
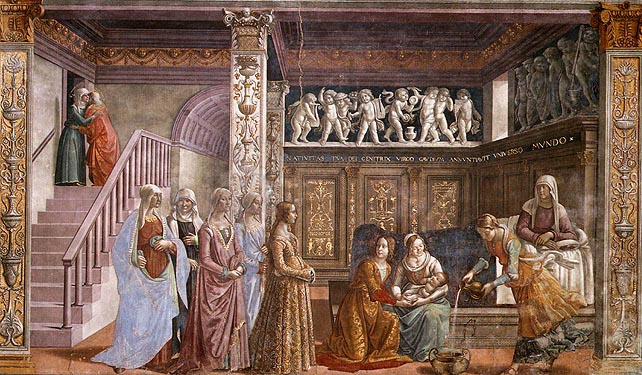
Naissance de la Vierge (1485) Santa Maria Novella, Florence.

### Tableaux

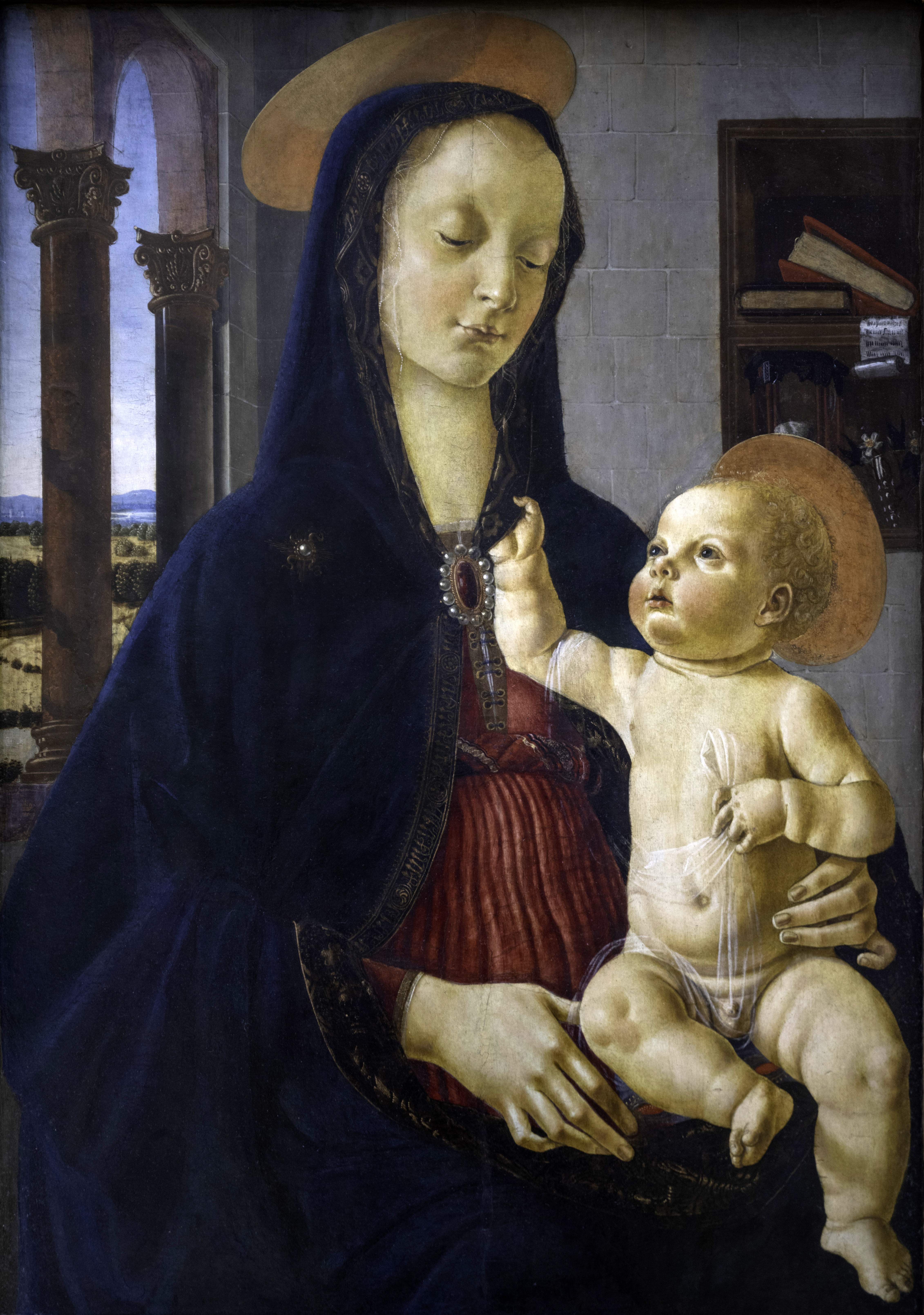
La Vierge et l'Enfant, vers 1476-1477.

- 1470-1475 - Vierge à l'Enfant[20], National Gallery of Art, Washington
- 1473 - Sainte Barbe, Collection privée
- Vers 1476-1477 - La Vierge et l'Enfant, Paris, musée du Louvre
- 1478 -  Vierge et Enfant en Majesté, Pise, musée national San Matteo
- 1479 -  Vierge en majesté[21], Lucques, Cattedrale di San Martino
- 1482-1483 -  Vierge et Enfant en Majesté, Berlin, Staatliche museen
- 1480-1485 - Saint Jean-Baptiste à Patmos, tempera sur panneau, tondo 75 cm musée des Beaux-Arts de Budapest
- 1486 La Vierge et l'Enfant avec saint Denys l'Aréopagite, saint Dominique, saint Thomas d'Aquin, le pape Clément et deux anges ou Sainte Conversation Monticelli[22], Florence, musée des Offices
- 1484 ou 1485 -  La Vierge et l'enfant avec saint Michel archange, l'archange Gabriel, saint Juste, saint Zénobe et quatre anges ou Sacra conversazione degli Ingesuati[23], musée des Offices, Florence
- 1485 - Nativité, Florence, basilica di Santa Trinita, Cappella Sassetti
- 1485-1490 -  Cartons de trois vitraux de la paroi du fond de la Basilique Santa Maria Novella à Florence (réalisés en 1514))
- 1486 -  Couronnement de la Vierge, Narni, Museo Eroli
- 1486 - Couronnement de la Vierge [24], Pinacothèque communale de Città di Castello
- 1487 -  Adoration des mages, Florence, musée des Offices
- 1488 -  L'Adoration des mages[25], musée de l'Hôpital des Innocents, Florence
- 1488 -  Portrait de Giovanna Tornabuoni, Madrid, musée Thyssen-Bornemisza
- V. 1490 - Portrait d'une jeune femme, Lisbonne, musée Calouste-Gulbenkian
- 1490 -  La Vierge, l'Enfant, le jeune saint Jean-Baptiste et trois anges, Paris, musée du Louvre[26]
- 1490 (env.) : L'Apparition du Christ à la Vierge, peinture (technique mixte) sur panneau de peuplier, 45 × 41,5 cm, Paris, musée du Louvre[27].
- 1490 - Adoration de l'Enfant[28], Château Royal de Wawel, Pologne
- 1490- Portrait de femme, tempera, huile et or sur bois, 6,1 × 37,7 cm[29], Clark Art Institute
- 1490 -  Portrait d'un vieillard et d'un jeune garçon, Paris, musée du Louvre
- 1491 -  La Visitation avec Marie-Jacobie et Marie-Salomé
- 1492 - Nativité, tempera sur bois, Pinacothèque vaticane
- 1492 -  Christ en gloire, Pinacoteca comunale, Volterra[30], commandé par Laurent de Médicis pour l'Abbaye de Saint-Juste
- 1492 - Adoration de l'Enfant, tempera sur panneau, 85 × 63 cm, Fitzwilliam Museum, Cambridge
- Vers 1493, L'Apparition du Christ ressuscité à la Vierge, peinture sur panneau de peuplier, or, 45 × 41,5 cm, musée du Louvre.
- 1493-1494 -  Saint Étienne entre les saints Jacques et Pierre[31], Galleria dell'Accademia de Florence, peint pour l'Église Santa Maria Maddalena dei Pazzi

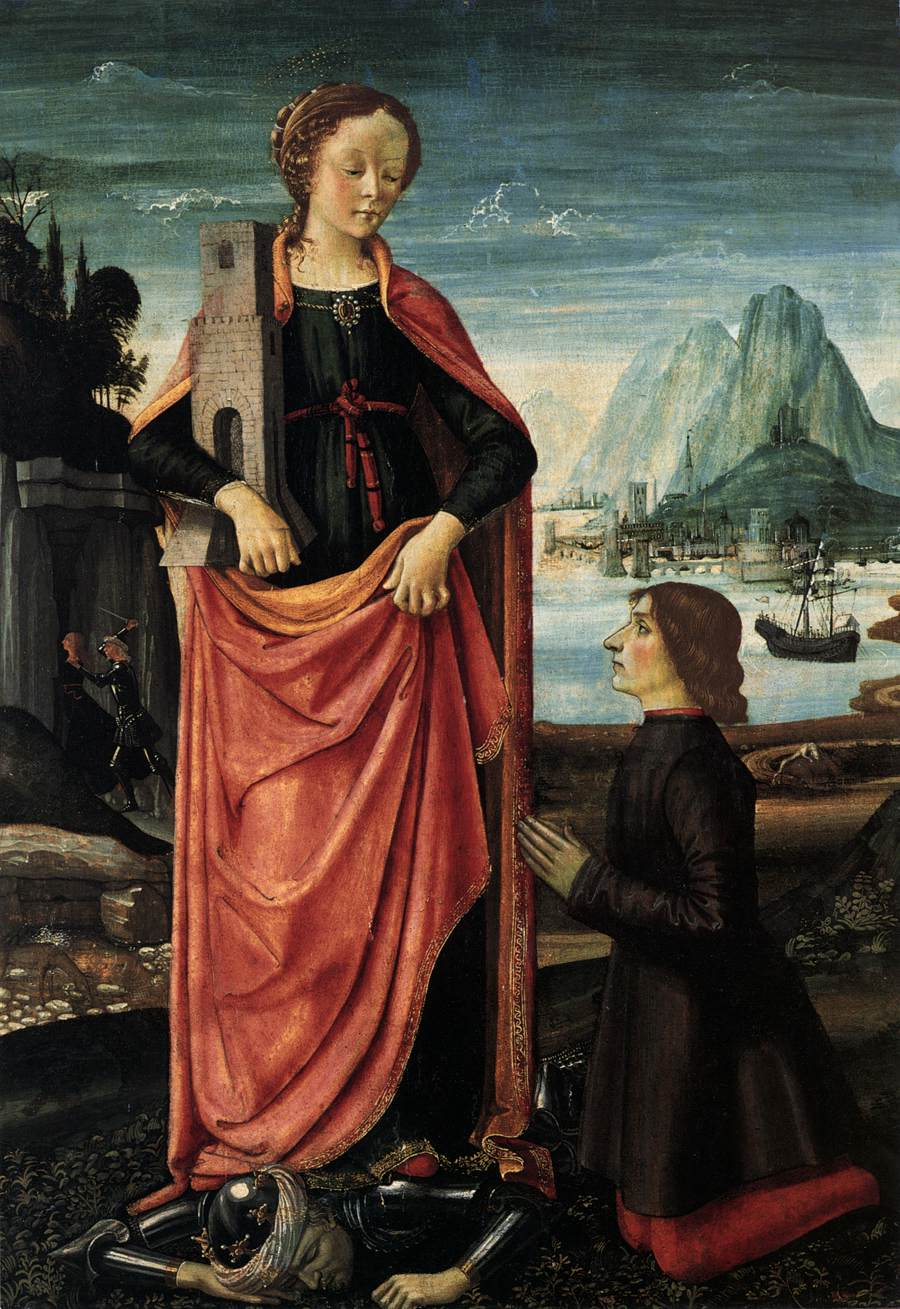
Sainte Barbe, 1473, Collection privée.
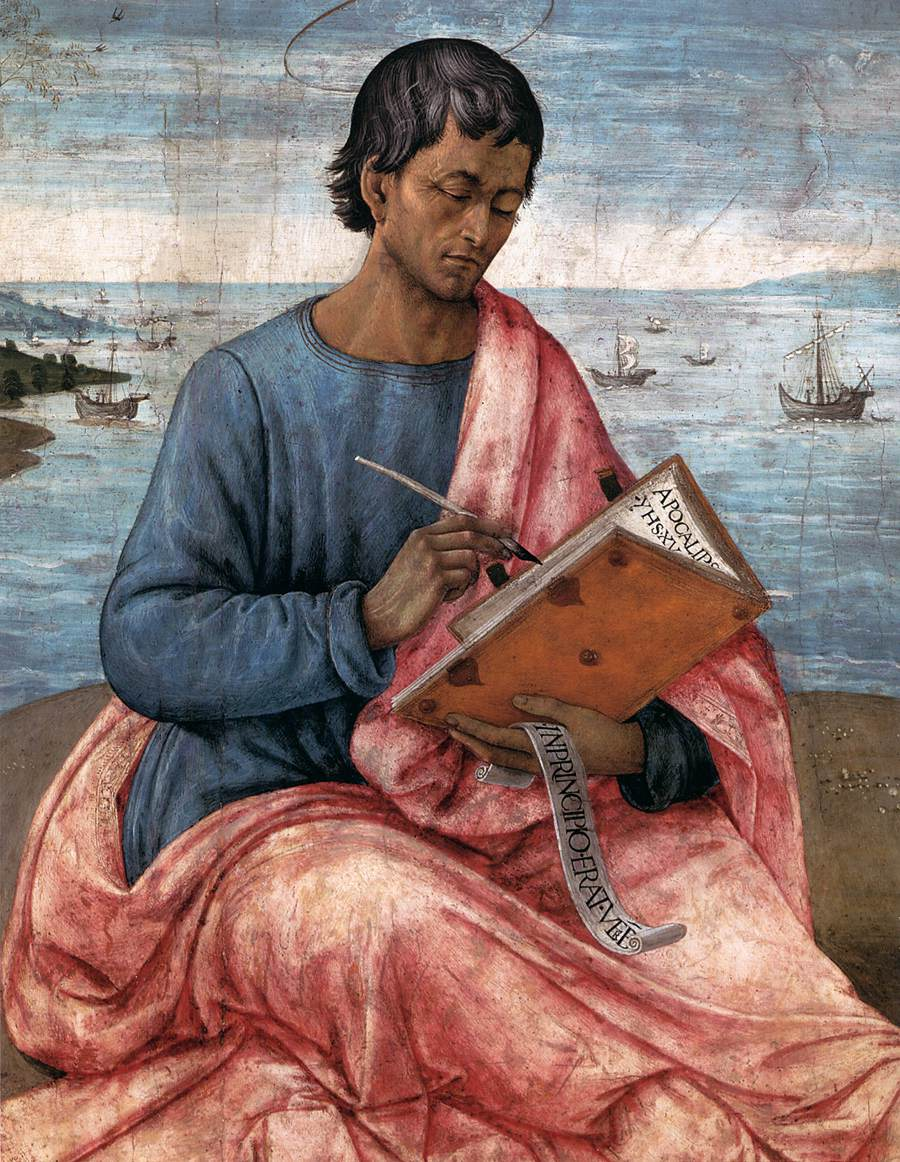
Saint Jean à Patmos, 1480-1485, Beaux-Arts, Budapest.
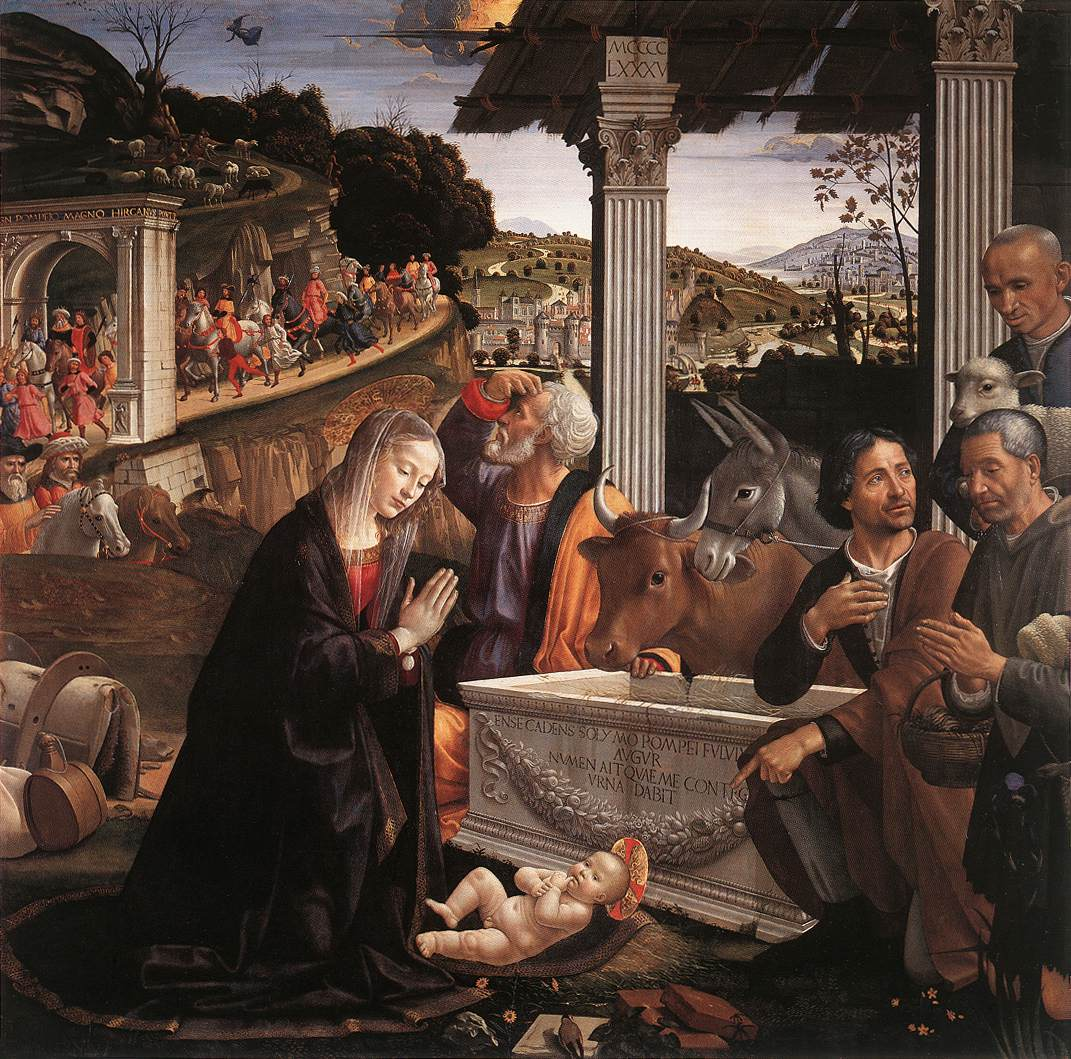
Adoration des bergers, 1485, chapelle Sassetti.
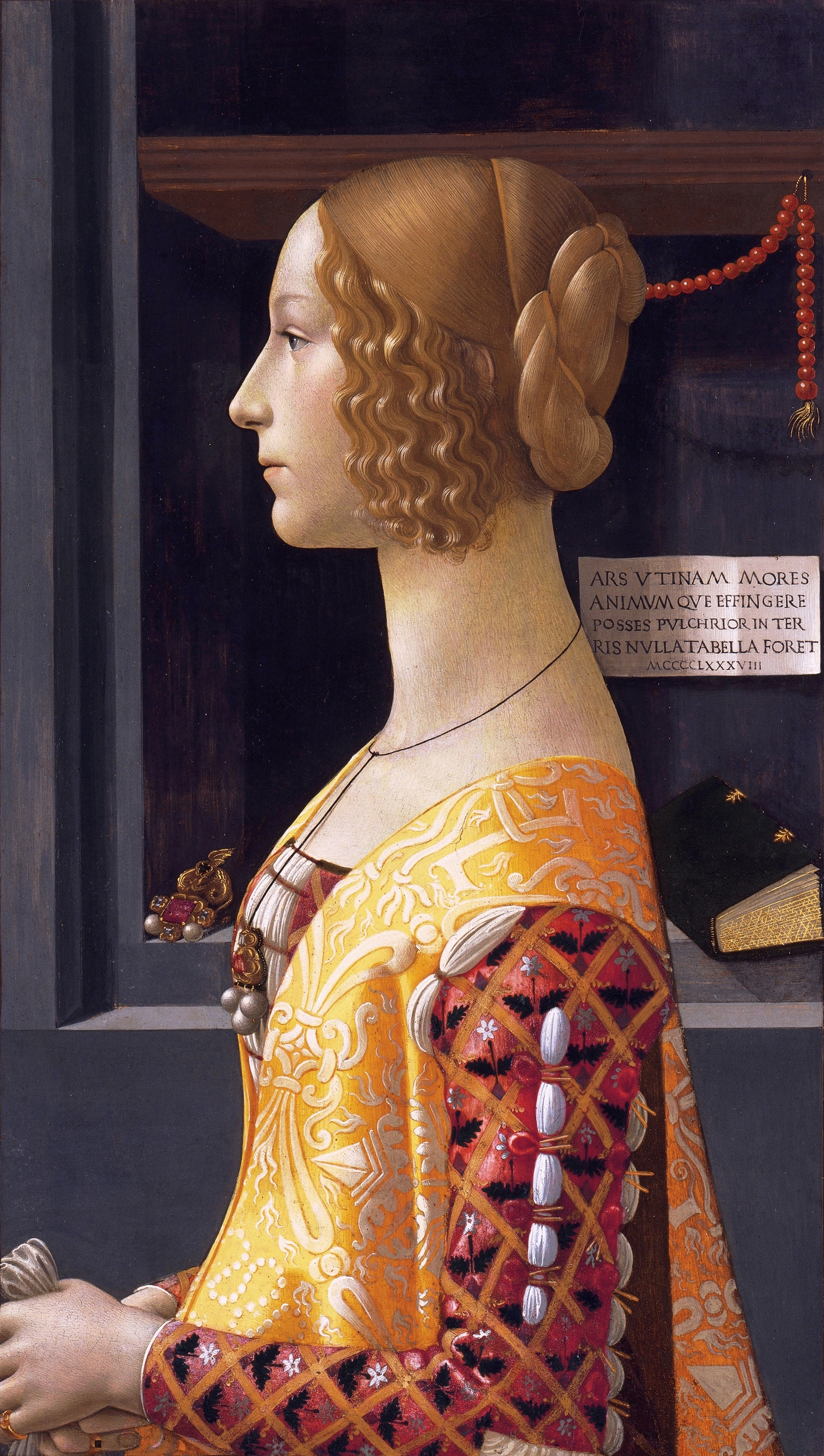
Portrait de Giovanna Tornabuoni, 1488, musée Thyssen-Bornemisza.
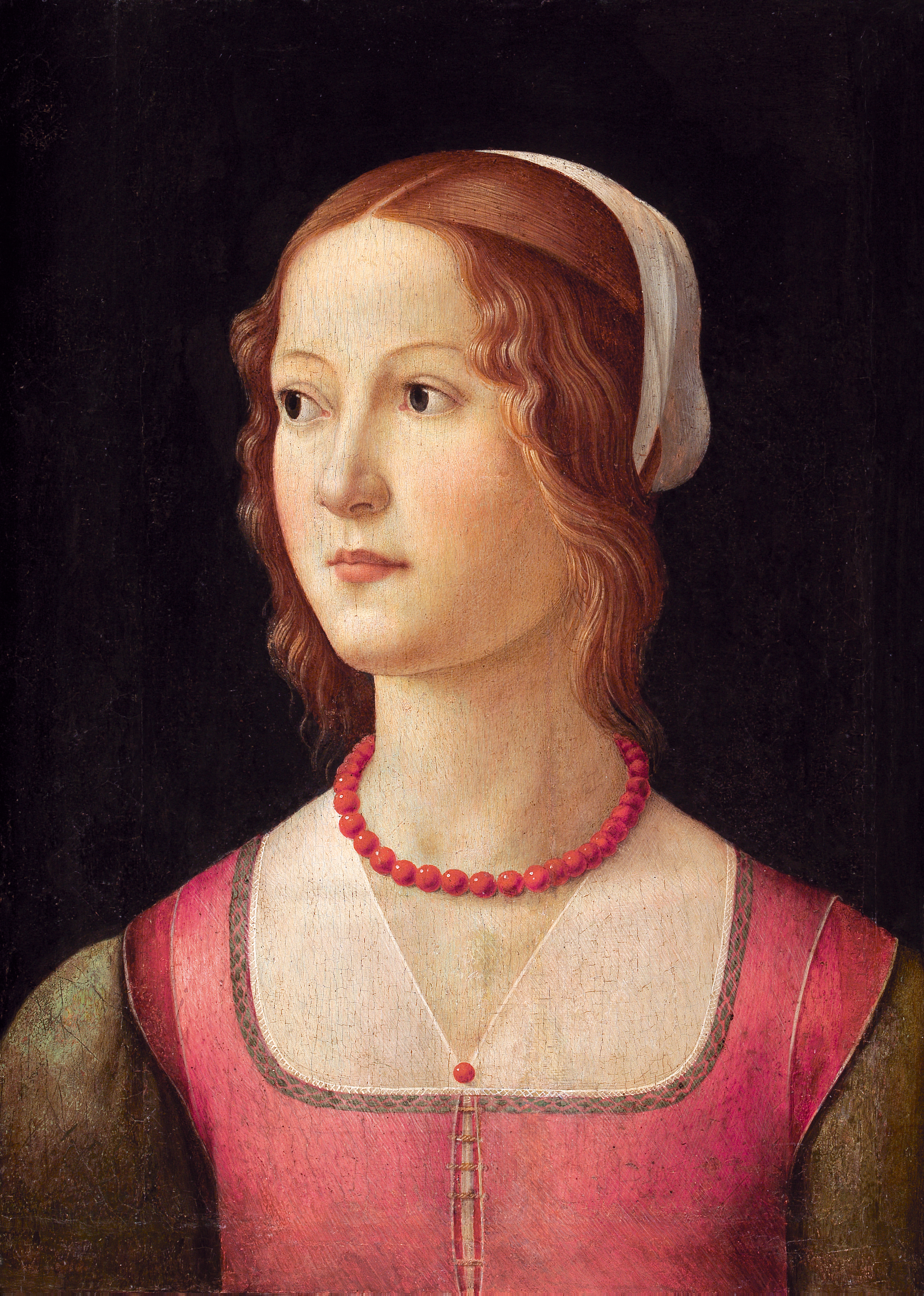
Portrait d'une jeune femme, musée Calouste-Gulbenkian.
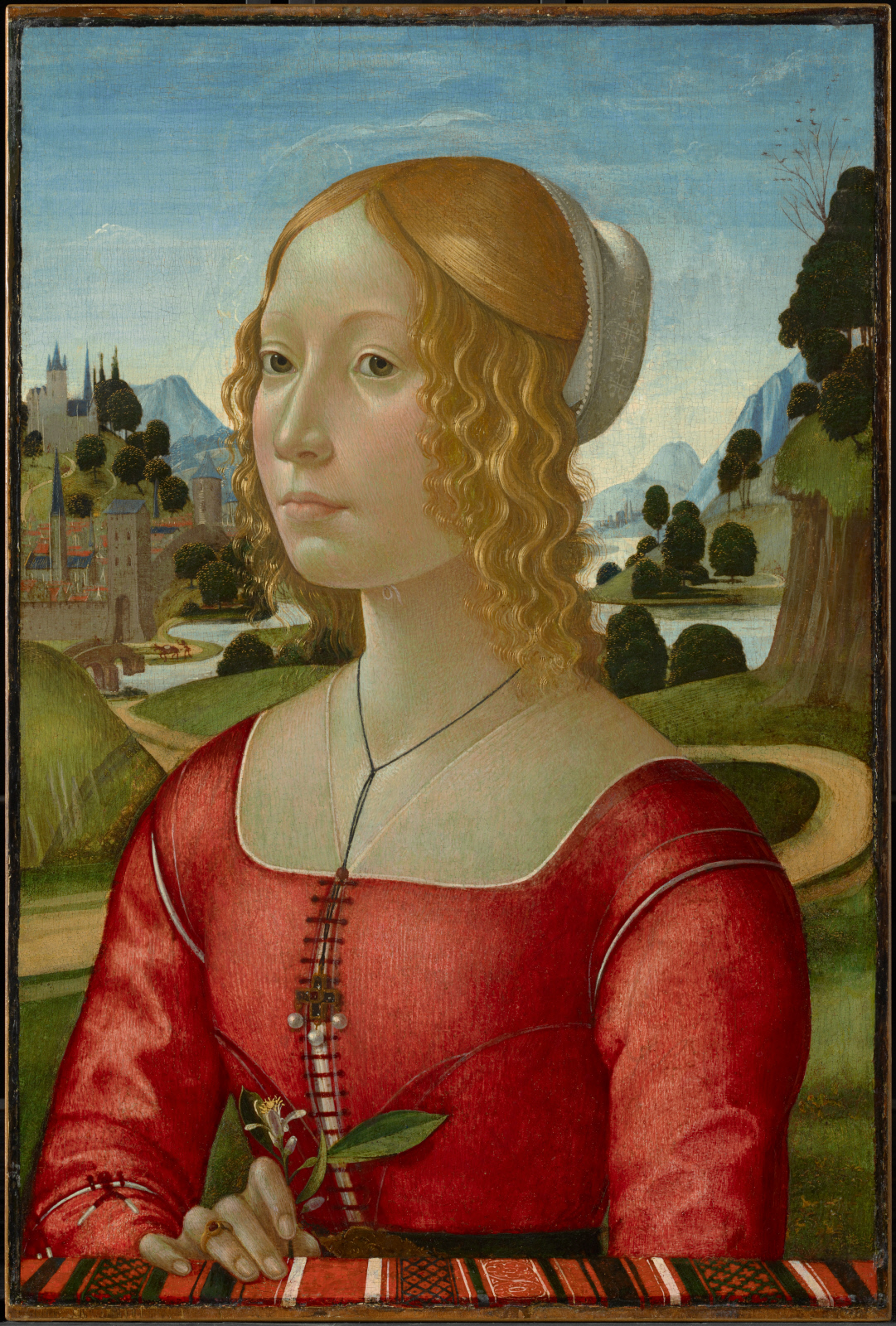
Portrait de femme, tempera, 1490, huile et or sur bois, Clark Art Institute.
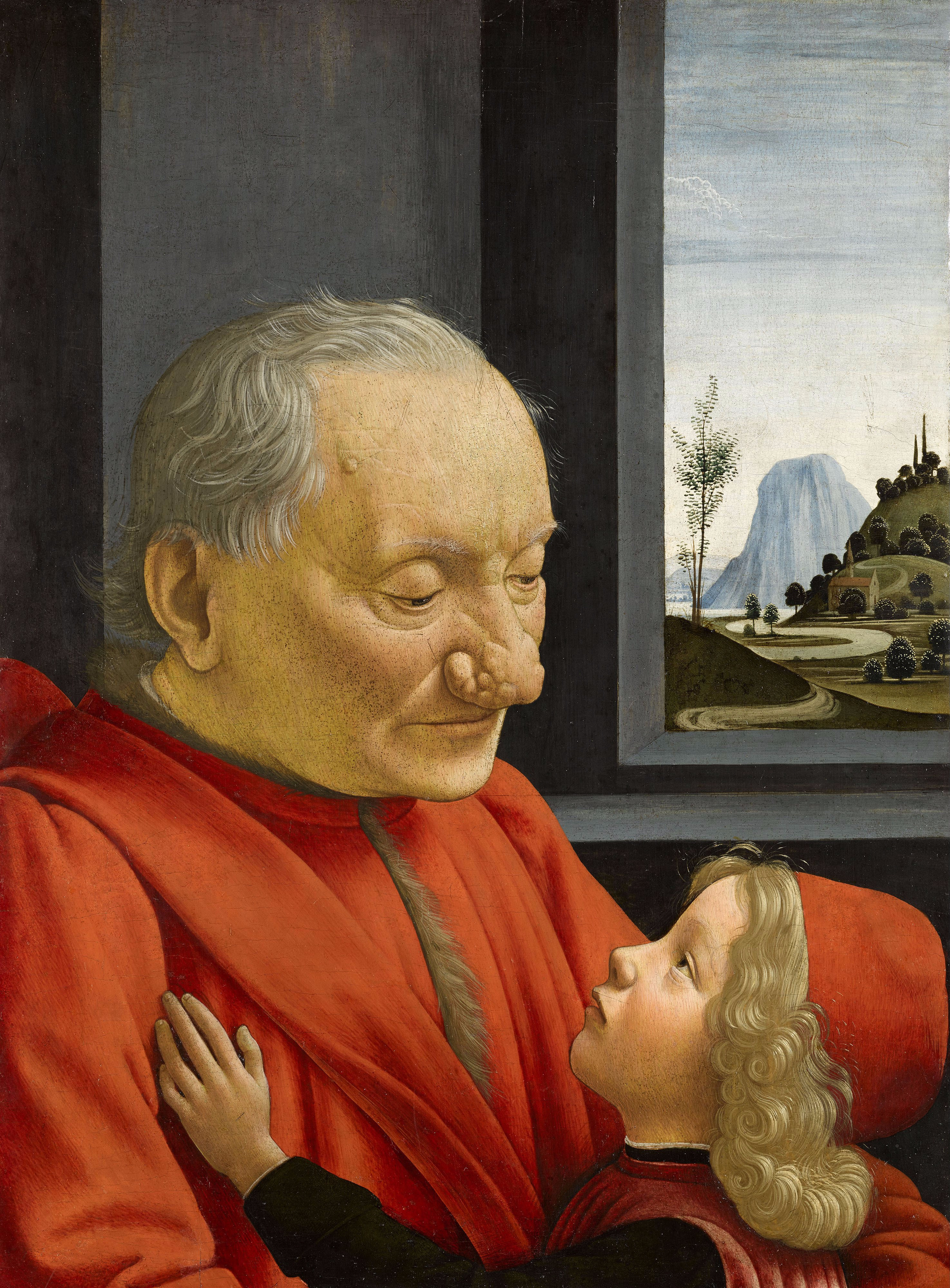
Portrait d'un vieillard et d'un jeune garçon, musée du Louvre, 1490.
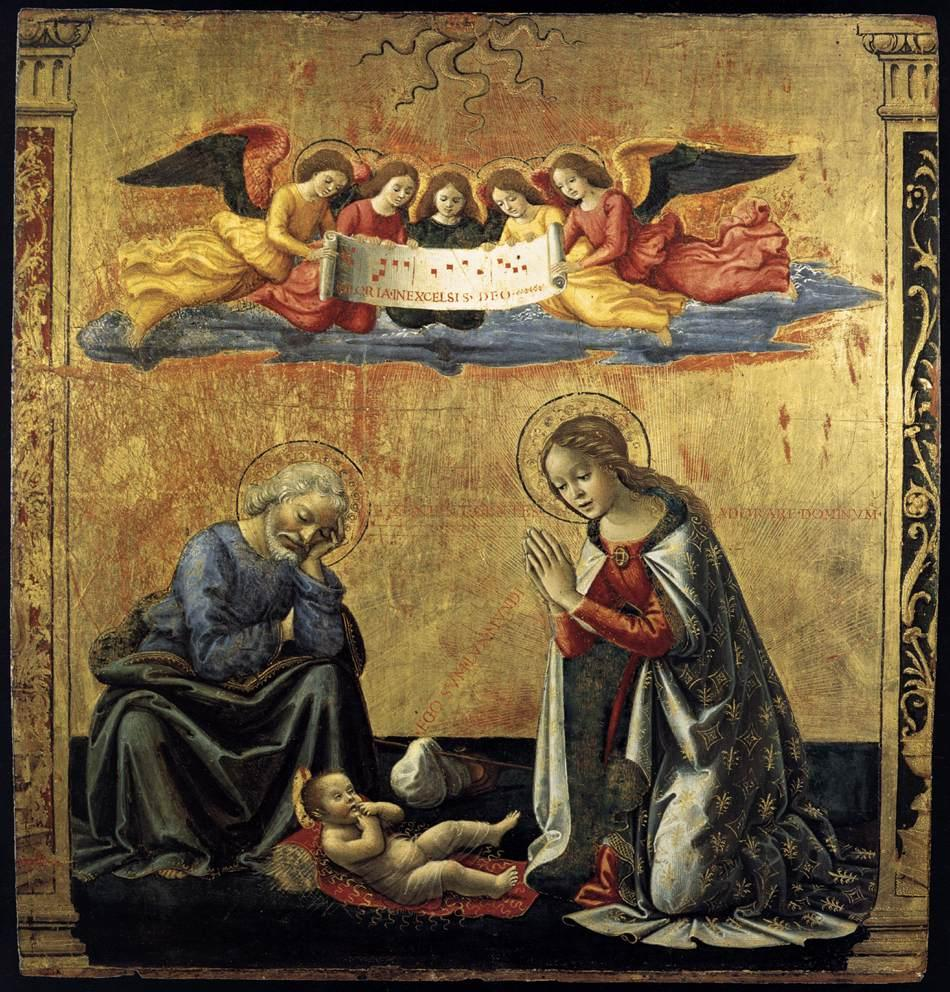
Nativité, 1492 Pinacothèque vaticane.
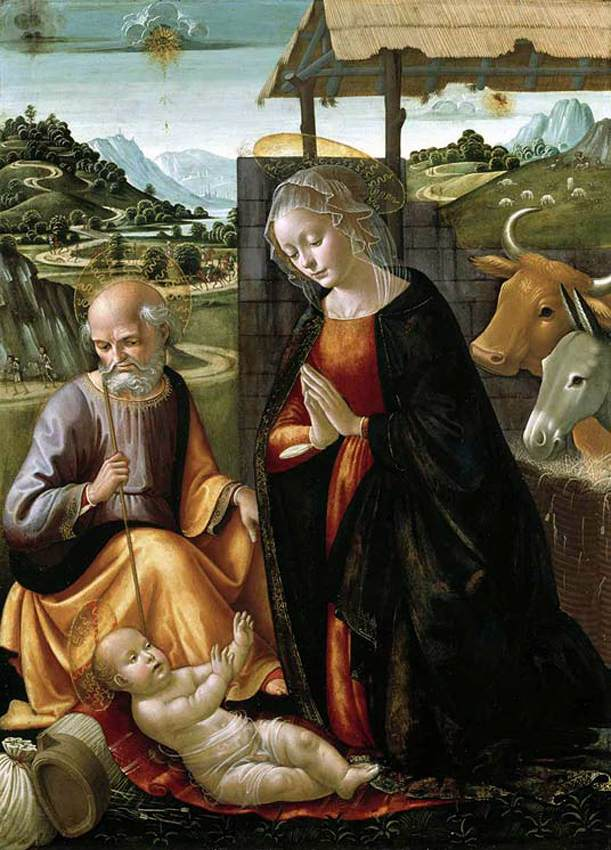
Nativité, 1492, Fitzwilliam Museum.
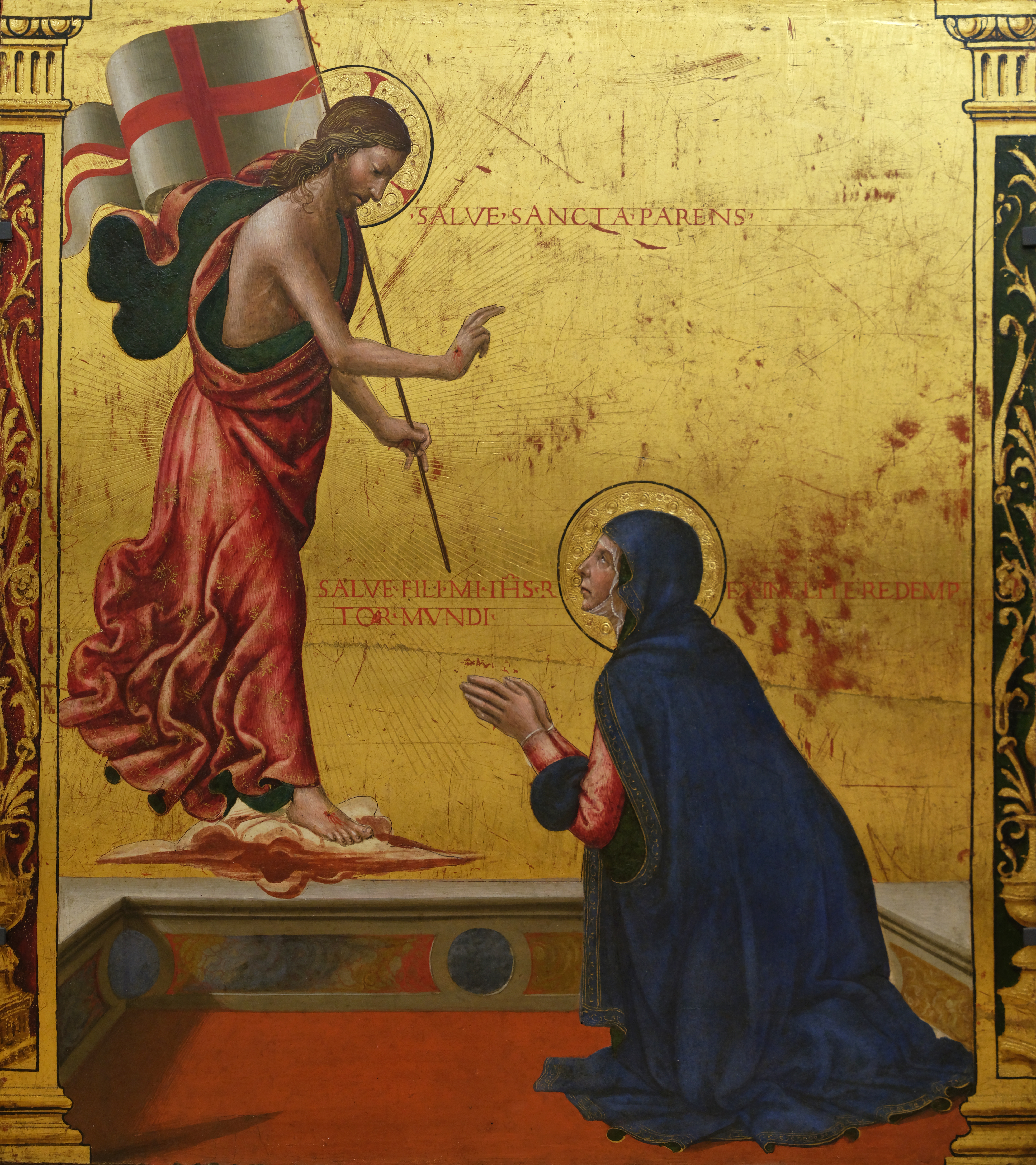
L'Apparition du Christ à la Vierge, v. 1490, musée du Louvre.

### Œuvres de l'entourage de Ghirlandaio
- Le Christ et la Vierge intercédant en faveur de l'humanité (vers 1490), Gherardo di Giovanni del Fora, musée des beaux-arts de Montréal